# Vergilius Vaticanus
Vous lisez un « bon article » labellisé en 2014.
Le Vergilius Vaticanus, également nommé Virgile du Vatican ou Fuluii Ursini schedae Vaticanae est un manuscrit enluminé contenant des fragments de l'Énéide et des Géorgiques de Virgile, daté des environs du début du Ve siècle. Contenant 76 folios et 50 miniatures, il est conservé à la bibliothèque apostolique vaticane où il est coté Cod. Vat. Lat. 3225.
L'ouvrage a probablement été exécuté pour un membre non identifié de l'aristocratie païenne à Rome, à la fin du IVe ou au début du Ve siècle, selon les estimations des historiens de l'art. Il fait partie des très rares manuscrits illustrés encore conservés de l'Antiquité tardive. Il mélange à la fois l'influence de la peinture sur papyrus et de l'art classique du Haut Empire. Un temps conservé à l'abbaye Saint-Martin de Tours au Moyen Âge, il passe entre les mains de plusieurs érudits et bibliophiles français puis italiens au XVe et au XVIe siècle avant d'être donné à la bibliothèque papale en 1600. Après 1 600 ans d'histoire et de nombreux aléas, seuls un quart du texte et un cinquième des miniatures du manuscrit originel sont encore conservés. Les images, œuvres probables de trois artistes différents, illustrent partiellement les deux derniers livres des Géorgiques et neuf des douze chants de l'Énéide. Ces peintures romaines ont suscité l'attention de nombreux savants attachés à l'héritage antique et ont contribué à influencer les artistes de la Renaissance carolingienne mais aussi de la Renaissance italienne.

## Historique

### Contexte de création
Des sept manuscrits antiques conservant des fragments de textes de Virgile, le Vergilius Vaticanus est l'un des deux plus richement décorés avec le Vergilius Romanus, conservé dans la même bibliothèque (Cod. Vat. Lat. 3867). Le manuscrit a été réalisé pour un collectionneur romain anonyme de l'Antiquité tardive. Depuis le début du IVe siècle, la ville de Rome connaît une période de paix et de stabilité, jusqu'à son sac en 410, même si elle reste en retrait de Constantinople. L'aristocratie sénatoriale païenne cherche à maintenir les anciennes traditions, comme peut-être le commanditaire de l'ouvrage, et marque un regain d'intérêt pour le poète latin Virgile (70 av. J.-C. à 19 av. J.-C.). En effet, même si les chrétiens continuent à lire cet auteur, un Romain christianisé n'aurait sans doute pas commandé un ouvrage décoré de peintures représentant des sacrifices païens. Plusieurs auteurs de cette époque compilent et commentent les textes de Virgile tels que Servius, Macrobe ou Symmaque.
La période autour de 400 correspond à un regain d'intérêt pour l'art classique du Haut Empire. De nombreuses œuvres s'inspirent de cette période et réutilisent des thèmes païens, comme dans les arts décoratifs – ivoire ou argenterie – ou dans la peinture. Deux œuvres sont emblématiques de cet intérêt. Le diptyque sculpté en ivoire des Nicomaque et des Symmaque, tout d'abord, reprend les canons de l'art de l'époque des Julios-Claudiens, tout en contenant le nom de deux puissantes familles païennes romaines du IVe siècle. Cette œuvre pourrait aussi avoir été dédiée à un autre aristocrate romain contemporain, Pretextat. Le commanditaire du manuscrit a peut-être appartenu à l'entourage de ces personnalités. Une autre œuvre importante est le plat de Parabiago, daté généralement de la fin du IVe siècle. Il représente Cybèle et Attis, tous deux liés à un culte à mystères, très en vogue à l'époque dans ces mêmes milieux de l'aristocratie païenne. La disposition des personnages sculptés sur le plat présente des similarités avec ceux présents à la fin du Vergilius Vaticanus. D'autres Romains, au contraire, réinvestissent cet intérêt pour l'art classique dans de nouveaux thèmes chrétiens, comme dans le manuscrit de l'Itala de Quedlinbourg, l'un des rares autres manuscrits enluminés de cette période encore conservés.

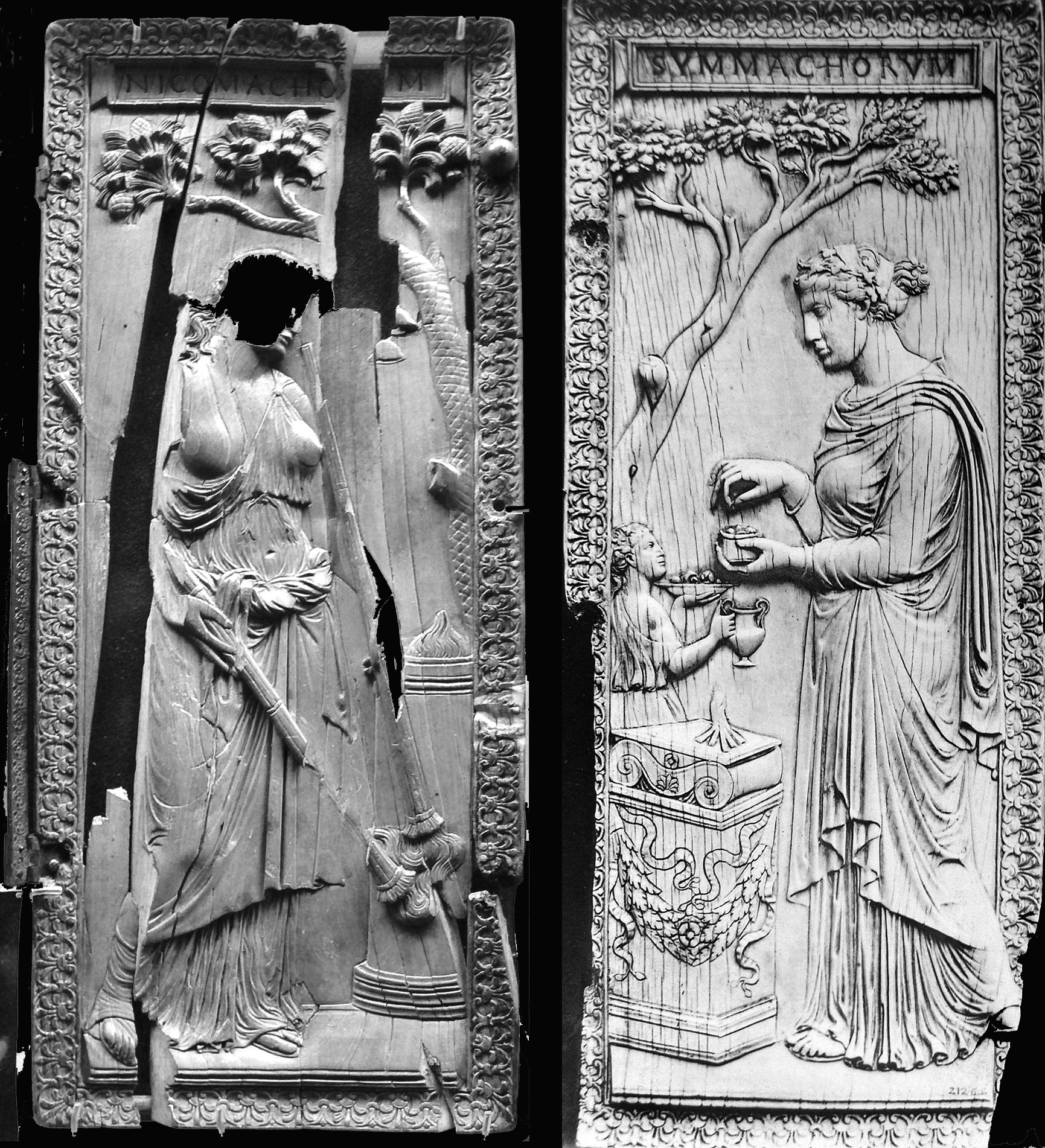
Diptyque des Nicomaque et des Symmaque, ivoire, fin du IVe siècle, Victoria and Albert Museum et musée de Cluny.
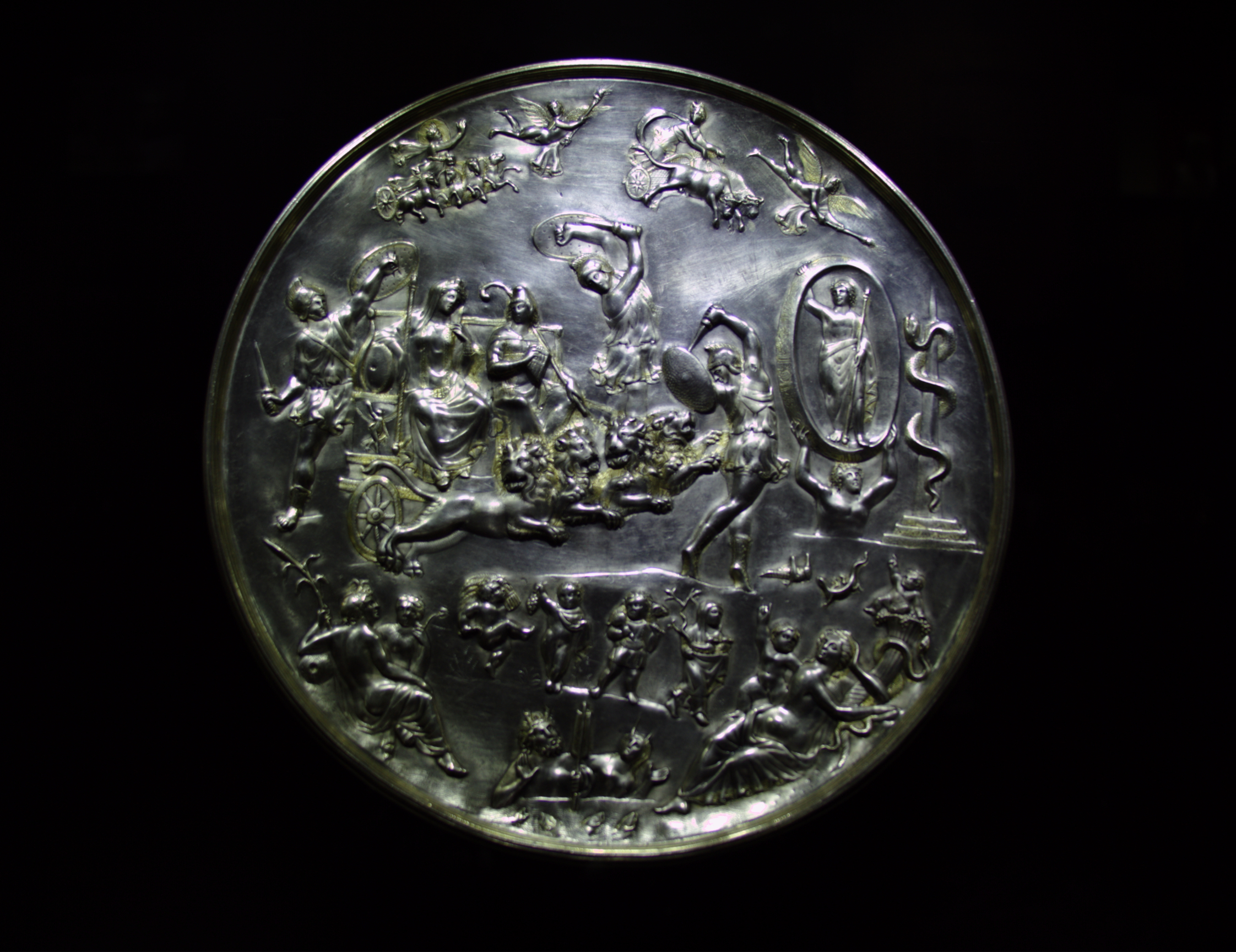
Le plat de Parabiago, avec Attis et Cybèle, fin du IVe siècle, musée archéologique de Milan.
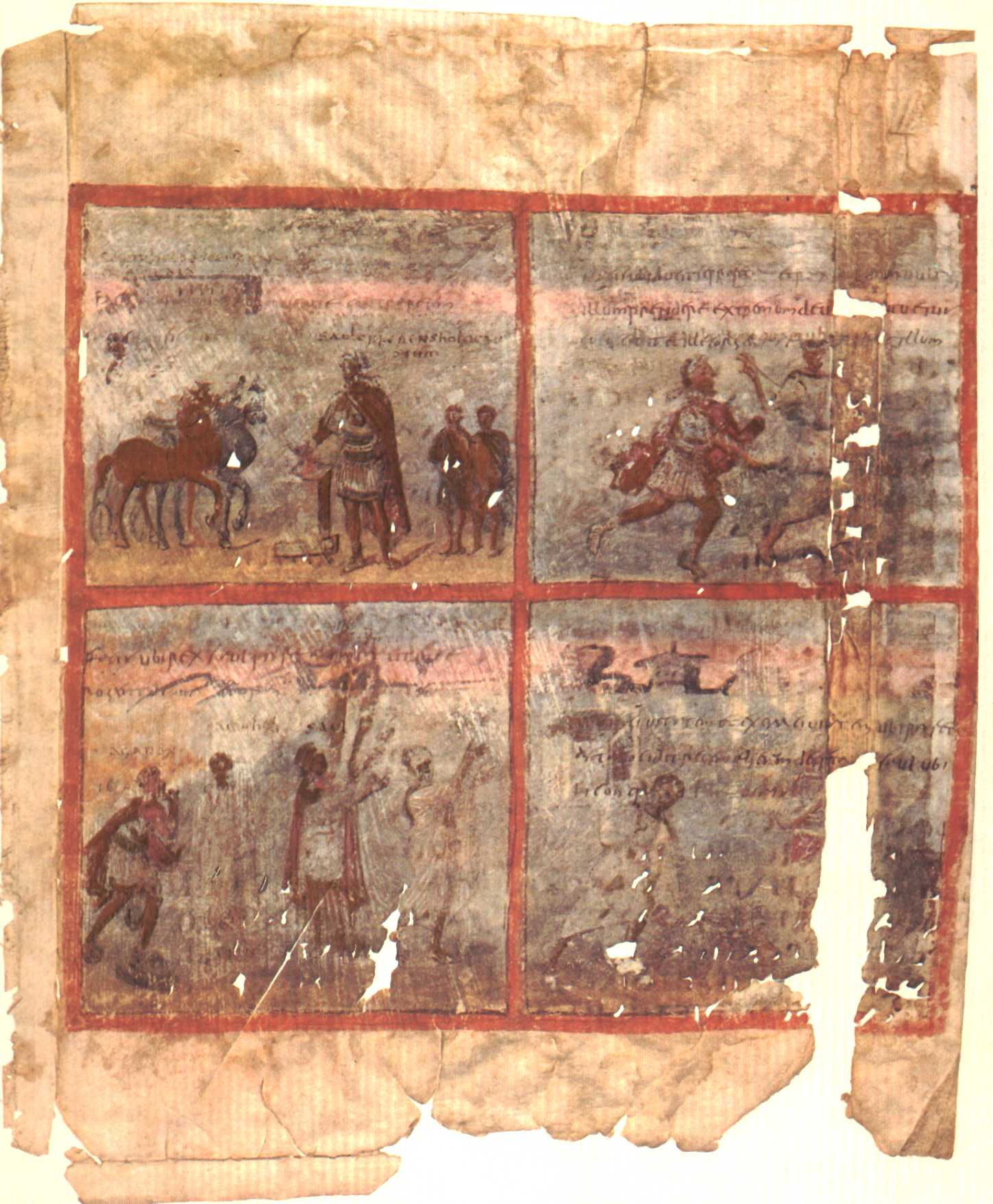
Folio 2r de l'Itala de Quedlinbourg, Bibliothèque d'État de Berlin.

### Datation
Pour parvenir à dater ce manuscrit, qui ne contient aucun colophon qui indiquerait l'année de son exécution, il faut pouvoir le comparer avec d'autres œuvres dont la date est, elle, connue. Vu le faible nombre de manuscrits de cette période, il faut se tourner vers d'autres œuvres comme des mosaïques ou des ivoires. Les mosaïques de la basilique Sainte-Marie-Majeure de Rome datent justement des années 432-440, car elles comportent une inscription faisant référence au pape Sixte III. Ces mosaïques mélangent des caractères à la fois très proches du renouveau classique de la fin du IVe siècle et des éléments nouveaux propres au Ve siècle et aux siècles suivants qui les rapprochent du futur art médiéval. Deux ivoires datés du tout début du Ve siècle présentent aussi des compositions comparables : il s'agit d'une scène représentant les saintes femmes au tombeau et l'Ascension, actuellement conservée au Bayerisches Nationalmuseum de Munich ainsi qu'une autre scène des saintes femmes au tombeau conservée au musée archéologique de Milan.

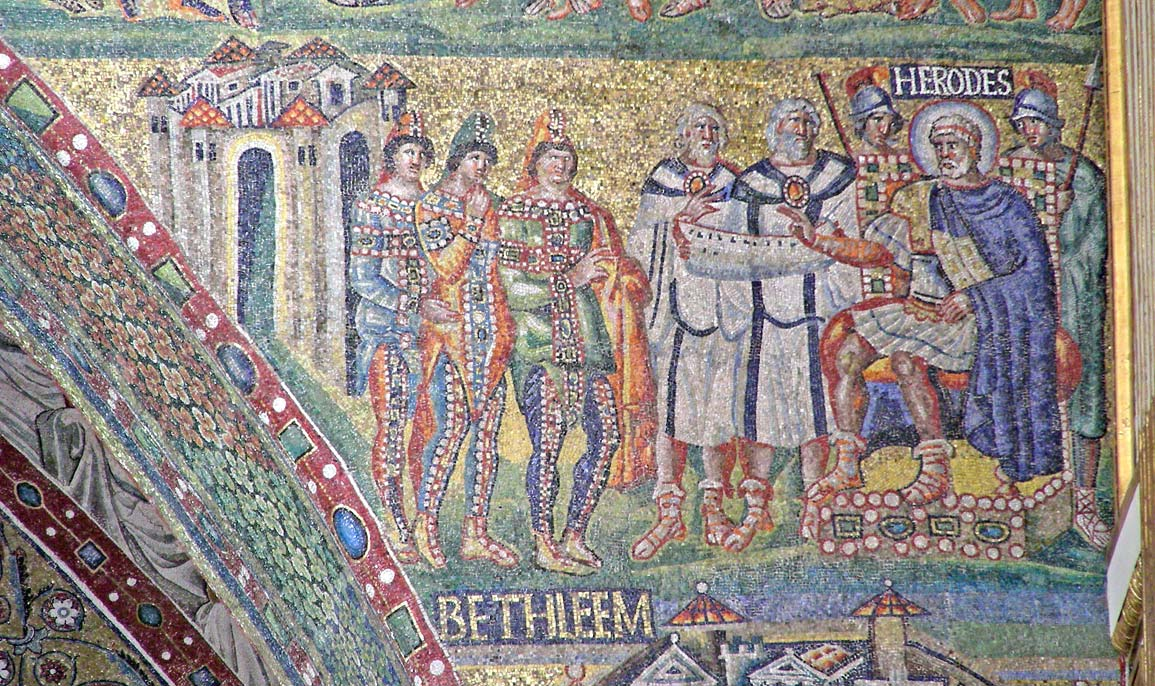
Mosaïque de la basilique Sainte-Marie-Majeure de Rome.
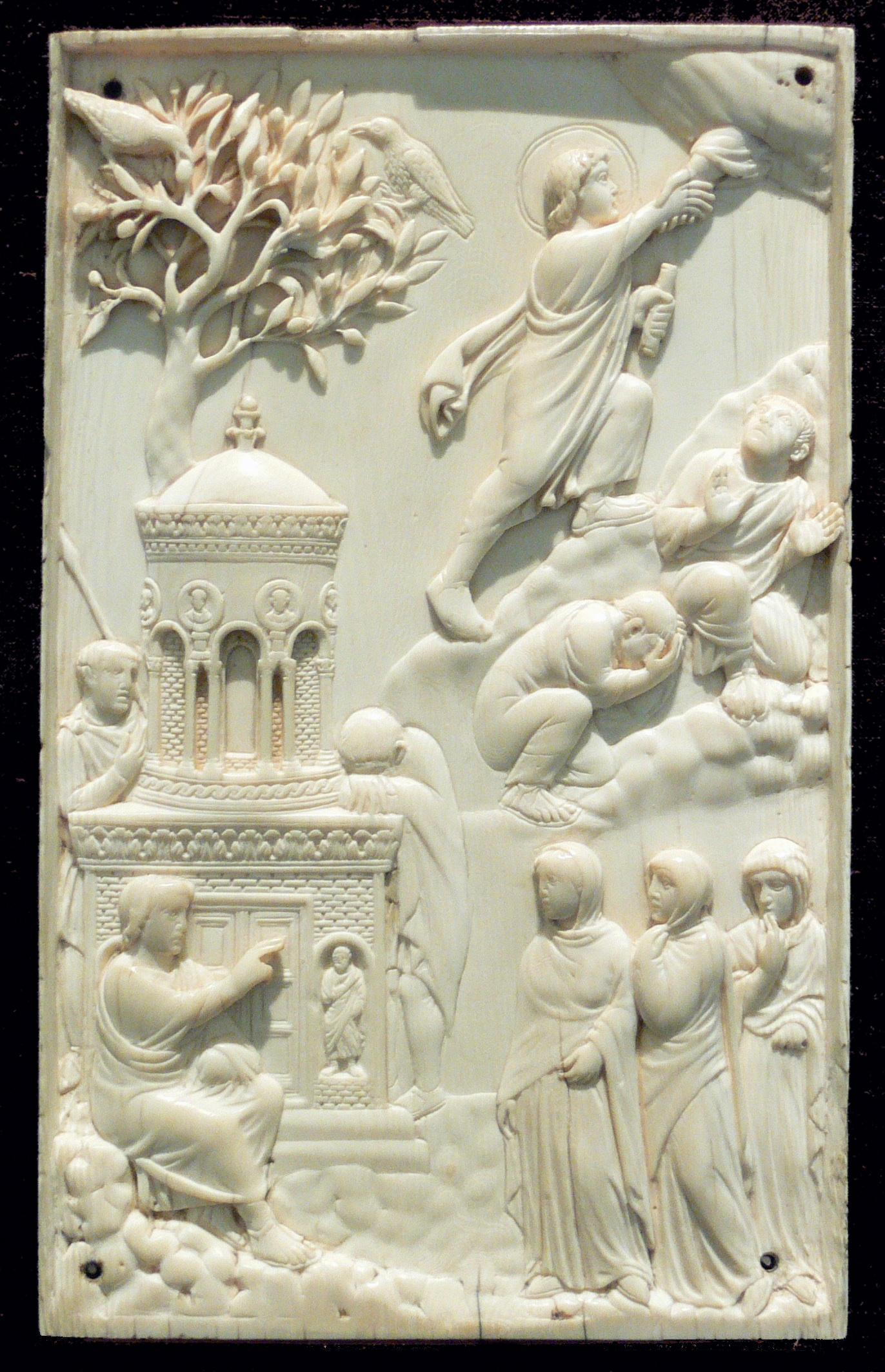
Ivoire représentant l'Ascension, Bayerisches Nationalmuseum.

Selon Thomas B. Stevenson, la proximité du Vergilius Vaticanus avec l'art païen milite pour une datation ancienne du manuscrit à la fin du IVe siècle. Inabelle Levin, pour sa part, y voit une grande proximité avec les mosaïques de Sainte-Marie-Majeure et date donc le manuscrit des mêmes années 430. Enfin d'après David Wright, le style des miniatures du manuscrit est un peu plus classique que ces mosaïques ce qui tend à les dater aux environs des années 400, sans qu'il soit possible de donner une année plus précise.

### Le manuscrit au cours du Moyen Âge
Au cours des Ve et VIe siècles, le manuscrit continue à être utilisé et consulté si l'on en juge par les annotations et réécritures du texte datant de cette période. Cependant, rien ne permet de le localiser à cette époque. À l'inverse, au IXe siècle, le manuscrit est sans doute conservé à l'abbaye Saint-Martin de Tours car deux personnages de ses miniatures servent de modèle à la réalisation d'une illustration de la Première Bible de Charles le Chauve, fabriquée dans le scriptorium de ce monastère vers 846. Toujours à cette époque, des scribes carolingiens de l'abbaye ajoutent des corrections au texte. Le manuscrit aurait pu quitter Rome à l'initiative de Charlemagne, qui l'aurait emporté à Aix-la-Chapelle, puis il serait entré en possession de son conseiller Alcuin, devenu abbé de Saint-Martin, à moins que l'abbaye ne l'ait acquis après la dispersion de la bibliothèque de l'empereur à sa mort en 814. Le manuscrit a sans doute été perdu après le sac du monastère par les Normands en 853. Par la suite, il semble avoir été démembré et a alors perdu la majeure partie de ses pages. Très peu de traces indiquent qu'il a été consulté et lu pendant le reste du Moyen Âge, personne n'ayant laissé d'annotation, si ce n'est une note marginale insignifiante datée du Xe ou du XIe siècle.

### Le manuscrit à la Renaissance

Pietro Bembo, ancien propriétaire du manuscrit, par Titien. National Gallery of Art, Washington.

Au début du XVe siècle, un humaniste français anonyme ajoute au texte original, alors déjà lacunaire, de nombreuses annotations mais aussi de nombreux textes. Les modifications du texte original se font alors avec beaucoup de précautions et uniquement dans le but d'améliorer sa lisibilité. Cependant, c'est peut-être aussi à cette époque que de nouveaux folios disparaissent et d'autres sont découpés. Au début du XVIe siècle, en tout cas avant 1514, le manuscrit est sans doute revenu en Italie et plus particulièrement dans l'entourage de Raphaël. Des dessins sont exécutés et surtout plusieurs estampes sont gravées par le maître et plusieurs artistes proches en s'inspirant d'une ou de plusieurs miniatures du Vergilius Vaticanus.
Quelque temps plus tard, le manuscrit entre en possession de Pietro Bembo, qui assure la fonction de secrétaire du pape Léon X à Rome à partir de 1512 puis se retire à Padoue en 1521. Marcantonio Michiel signale avoir vu le manuscrit à Padoue au milieu des années 1530. Il retourne à Rome en tant que cardinal en 1539 où il ramène le manuscrit avec sa collection. C'est à cette période que l'ouvrage est étudié par l'érudit espagnol Antonio Agustín. Son fils Torquato hérite de sa collection à sa mort en 1547 et la revend progressivement. Le manuscrit est acquis en 1579 par Fulvio Orsini. Il est alors rogné, peut-être à l'occasion d'une nouvelle reliure, pour atteindre sa dimension actuelle. Il en fait ensuite don à la bibliothèque du Saint-Siège en 1582 sous réserve d'usufruit. Dans l'acte de donation à la bibliothèque, le donateur déclare que le manuscrit a appartenu à Giovanni Pontano (1429-1503), mais Orsini est connu pour exagérer la provenance de ses collections. Il devient propriété effective de la bibliothèque apostolique vaticane à sa mort en 1600.

### Conservation du manuscrit au Vatican
Une fois conservé à la Bibliothèque apostolique vaticane, le manuscrit est difficile d'accès et très peu étudié jusqu'au XIXe siècle. Cependant, quelques privilégiés peuvent l'emprunter parfois pour de longues périodes, comme Cassiano dal Pozzo en 1632 ou le cardinal Camillo Massimi pendant 12 mois entre 1641 et 1642. De retour de prêt, sa reliure est entièrement refaite et il est grossièrement restauré : des morceaux de parchemin viennent combler des lacunes et des annotations sont grattées au couteau ou à la pierre ponce. En 1741, un feuillet isolé d'un autre manuscrit antique de Virgile est retrouvé, le Virgile Médicis, par ailleurs conservé à la bibliothèque Laurentienne à Florence. Il est relié vers 1745 avec le reste du Virgile du Vatican en y ajoutant des morceaux du parchemin pour uniformiser la taille de l'ensemble des feuillets.
Après avoir été entièrement relié de nouveau entre 1869 et 1878, plusieurs mesures conservatoires sont prises au cours du XXe siècle pour préserver les feuillets subsistants : ces derniers sont montés sur des cartons reliés ensemble en trois volumes différents puis finalement conservés individuellement et encadrés par une bordure en plastique.
En 2016, le Vatican a décidé de le numériser, comme plus de 3000 autres textes conservés dans la Bibliothèque vaticane, grâce à un partenariat avec NTT Data. On peut désormais le consulter intégralement sur Digita Vaticana,.

## Description
Moins d'un cinquième du manuscrit est conservé. Il contient 75 feuillets (ou folios) de parchemin écrits au recto comme au verso, auquel s'ajoute un 76e feuillet issu d'un autre manuscrit plus petit, le Virgile Médicis. Sa décoration consiste en 50 miniatures encadrées occupant la largeur totale de la page et parfois toute la page du manuscrit.

### Organisation du manuscrit
Le manuscrit comporte de nombreuses lacunes. Il devait commencer par le texte des Bucoliques qui a entièrement disparu. Du texte des Géorgiques, il ne subsiste que les deux derniers livres sur quatre au total. De l'Énéide, il ne subsiste que les neuf premiers chants sur douze, avec de nombreuses lacunes à plusieurs chants.
Le manuscrit fait partie des codices antiques utilisés pour l'établissement de l'apparat critique de l'œuvre de Virgile. Sur le stemma codicum, il est noté F, ses correcteurs sont notés F1 à F5.
| Chapitres                | Feuillets | Miniatures | Exemple de miniature |
| ------------------------ | --------- | --- | --- |
| Livre III des Géorgiques | f.1 à 6   | Tableau à 6 petites miniatures (Apollon berger d'Admète, Scène pastorale avec Palès, Hercule tuant Busiris, Hylas emporté dans les profondeurs par les nymphes, Latone poursuivie par le serpent Python à Délos et Le Triomphe du poète) (f.1r) ; Précautions de bergers contre les taons (f.2r) ; Les Veaux (f.3r) ; Les Combats de taureaux (f.5v) ; Bergers abreuvant les troupeaux (f.6r). | Vieux feuillet sur lequel on aperçoit 2 colonnes de 3 miniatures, celle en bas à droite étant abîmée sur le côté.                         |
| Livre IV des Géorgiques  | f.7 à 10  | Le Vieillard de Corycus (f.7v) ; La Forge des Cyclopes (f.8v) ; Descente d'Orphée dans les enfers (f.9r) ; Disparition de Protée (f.10r). | Vieux feuillet avec 7 lignes de texte et une illustration en bas avec des gens au 1er plan et une bâtisse en fond.                        |
| Chant I de l'Énéide      | f.11 à 17 | Énée et Achate aperçoivent Carthage en construction (f.13r) ; Énée devant Didon (f.16r) ; Vénus envoie vers Didon l'Amour sous la forme d'Ascagne (f.17r). | Vieux feuillet avec une illustration de constructions en cours avec ouvriers travaillant la pierre, gardes, etc.                          |
| Chant II de l'Énéide     | f.18 à 23 | La Mort du Laocoon (f.18v) ; Surprise de Troie par les Grecs (f.19r) ; L'Ombre d'Hector apparaît à Énée (f.19v) ; Créuse supplie Énée qui veut retourner au combat, prodige sur la tête d'Ascagne (f.22r) ; La Flotte d'Énée quitte le rivage troyen (f.23r). | 8 lignes de texte et une illustration en bas avec un personnage sacrifiant un taureau avec un autre tué par un serpent avec deux enfants. |
| Chant III de l'Énéide    | f.24 à 31 | Énée à la sépulture de Polydore (f.24r) ; Pergamée fondée par Énée aussitôt touchée par la peste et la sécheresse (f.27v) ; Énée voit en songe les Pénates (f.28r) ; Panorama de la Sicile (f.31v). | 9 lignes de texte et une scène en bas d'un songe avec des bâtiments sur 1 île menacés par 1 vaisseau.                                     |
| Chant IV de l'Énéide     | f.32 à 41 | Le Sacrifice de Didon (f.33v) ; Mercure apparaît à Énée occupé à diriger la construction de Carthage (f.35v) ; Didon adresse ses reproches à Énée (f.36v); Didon aperçoit la fuite des Troyens (f.39v) ; Didon sur le bûcher (f.40r) ; Mort de Didon (f.41r). | 5 lignes de texte en bas et une scène d'1 notable en intérieur sur sa méridienne discutant entouré de gens debout.                        |
| Chant V de l'Énéide      | f.42 à 44 | Départ des vaisseaux pour la course (f.42r) ; Course des vaisseaux (f.43v) ; Entretien de Vénus et de Neptune (f.44v). | Vieux feuillet avec 5 lignes de texte et une scène en bas de bateaux alignés prêts à démarrer une course.                                 |
| Chant VI de l'Énéide     | f.45 à 58 | La Sibylle conduit Énée et Achates au temple d'Apollon (f.45v) ; Sacrifice d'Énée et de la Sibylle avant la descente aux Enfers (f.46v) ; Entrée d'Énée et de la Sibylle aux Enfers (f.47v) ; La Sibylle offre à Cerbère le gâteau de miel (f.48v) ; Énée rencontre Déiphobe et Tisiphone aux portes du Tartare (f.49r) ; Énée plante la branche d'or à l'entrée des Champs Élysées (f.52r) ; Musée guide Énée et la Sibylle, Réunion d'Énée et d'Anchise et Les Âmes au bord du Léthé (f.53v) ; Énée et la Sibylle sortent des Enfers (f.57r) ; La Flotte troyenne passe devant le rivage de Circé (f.58r). | 6 lignes de texte en bas et une scène où 2 militaires et 1 notable discutent à côté d'1 bâtiment à colonnes en fond.                      |
| Chant VII de l'Énéide    | f.59 à 68 | Prodiges dans la maison de Latinus (f.59v) ; Les Envoyés d'Énée sont reçus par Latinus au temple de Picus (f.60r) ; Latinus congédie les envoyés troyens avec des présents (f.63r) ; Junon et Alecto (f.64v) ; Le Cerf blessé se réfugie auprès de sa maîtresse et Soulèvement des paysans contre les Troyens (f.66v) ; Junon ouvre le temple de la guerre (f.67v). | 6 lignes de texte en bas et une scène où des personnes sont devant un bâtiment à fronton et colonnes en fond de face.                     |
| Chant VIII de l'Énéide   | f.69      | Énée rencontre la laie blanche au bord du Tibre (f.69r). | Illustration de profil d'une personne dans la nature en face d'une laie blanche sur la droite avec des arbres en fond.                    |
| Chant IX de l'Énéide     | f.70 à 75 | Les Vaisseaux changés en nymphes (f.71r) ; Les Rutules assiègent le camp troyen (f.72v) ; Conseil tenu dans le camp troyen en l'absence d'Énée (f.73v) ; Assaut donné par Turnus (f.74v). | 7 lignes de texte en bas et une scène où on voit de haut des entités mi-vaisseaux mi-nymphes près d'un rivage de rocs.                    |

Des miniatures disparues apparaissent sur certains folios conservés car elles y ont laissé leur empreinte. Cela a permis aux historiens de l'art de reconnaître les sujets représentés. Une trentaine de scènes différentes ont pu être ainsi identifiées. Le folio 57v révèle à la photographie aux ultraviolets la trace d'un médaillon : il pourrait s'agir d'un portrait de l'auteur du livre, Virgile, fréquemment représenté ainsi selon la tradition des livres antiques. En s'inspirant de manuscrits légèrement postérieurs, tels que le Vergilius Romanus, des spécialistes sont parvenus à déterminer la dimension du manuscrit originel ainsi que le nombre de miniatures qu'il contenait alors. Selon Pierre de Nolhac, ce manuscrit contenait 420 feuillets pour 245 peintures. Selon David Wright, il contenait plutôt 440 feuillets pour 280 miniatures.

### Codicologie

#### Le parchemin
Selon Wright, le manuscrit original comportait 220 feuilles de parchemin mesurant 25 sur 43 cm, ce qui a nécessité 74 peaux de moutons. Il s'agit d'un réel investissement, qui reste toutefois moins élevé que pour un manuscrit luxueux, le Vergilius Romanus ayant pour sa part nécessité 205 peaux de moutons. Les deux côtés du parchemin ont été polis de la même manière. Ces feuillets étaient réunis par cahiers de cinq. La plupart des codex antiques étaient reliés avec des cahiers de quatre feuilles, mais il existe quelques autres exemples de reliure par cahier de cinq.

#### L'écriture

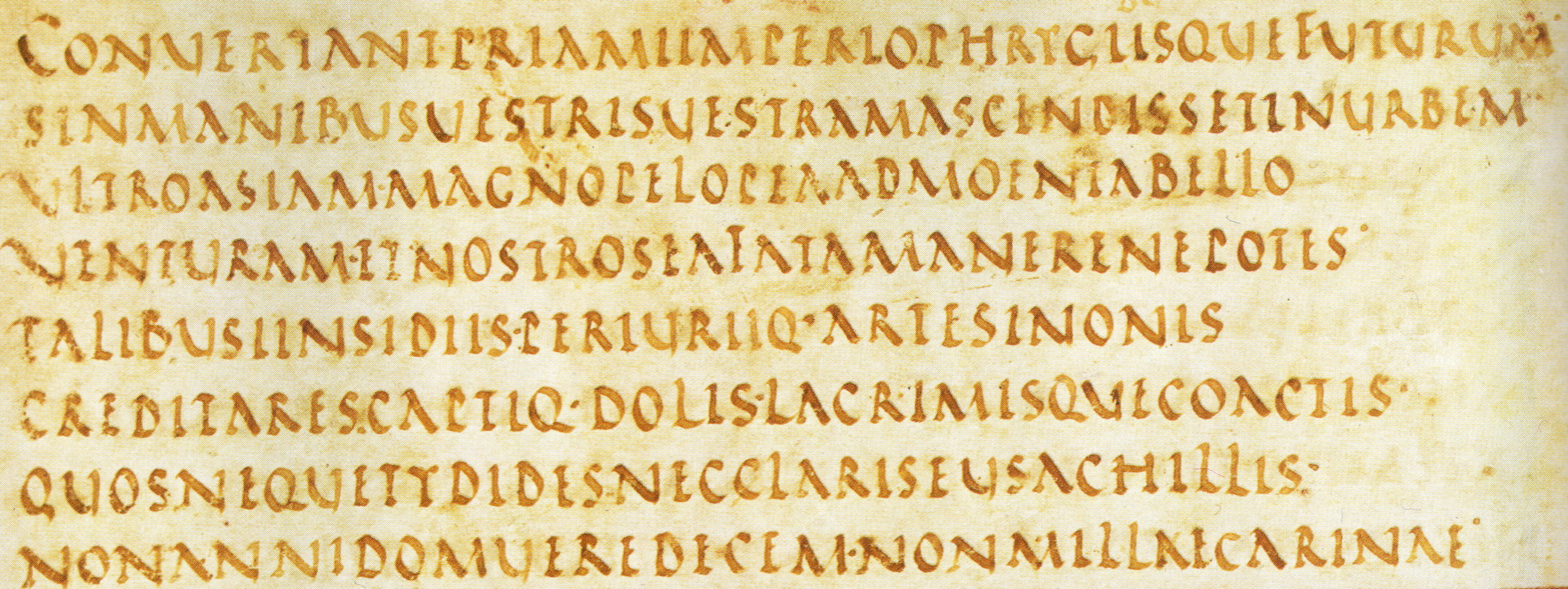
Détail de l'écriture du folio 18v.

Le texte a été entièrement rédigé par un seul copiste, en utilisant une encre noire. Il est parfois de couleur rouge pour la première ligne de chaque livre des Géorgiques et les trois premières lignes des chants de l’Énéide, ces couleurs étant courantes dans les manuscrits antiques. L'écriture utilisée, très régulière, est appelée traditionnellement rustica et forme des lettres en capitale. L'analyse paléographique de l'ouvrage ne permet pas de le dater avec précision. En effet, les seuls autres manuscrits datés de manière précise sont plus tardifs, comme le Virgile Médicis (quelque temps avant 494, bibliothèque Laurentienne, Florence, 39.1) et le Prudence de Paris (vers 527, BNF, Lat.8084). L'écriture du Vergilius Vaticanus est plus proche de fragments de manuscrits qui ne sont pas datés de manière précise mais sont généralement rattachés au début du Ve siècle. Pourtant, cette écriture n'est pas non plus identique à celle du Vergilius Romanus, car il ne s'agit pas d'un manuscrit aussi luxueux. Le Virgile du Vatican, à l'écriture plus modeste, était destiné à la lecture, alors que l'autre ouvrage enluminé était destiné à être exposé.
Le texte lui-même n'est presque pas décoré, avec simplement quelques lettrines formées de lettres à peine plus grandes que les autres. Aucun colophon n'indique le début ou la fin d'un livre. Les pages comportaient des titres courants écrits dans la même graphie en haut de chaque page pour annoncer son contenu, mais ils ont presque tous été coupés au cours des différentes réfections de la reliure. Le copiste a sans doute relu son texte, y ajoutant la ponctuation et des annotations de paragraphes.

### Iconographie

#### Techniques de peinture
Chaque peinture est composée d'une palette de pigments très variés mais courants à la fin de l'Antiquité. Elle a été appliquée par des couches relativement épaisses, suffisantes pour subsister jusqu'à nos jours malgré les usures subies par le manuscrit. De l'or en granules a été appliqué sur les rehauts, ainsi que des feuilles d'or sur les cadres et sur les plus grands arbres. Aucun dessin sous-jacent n'apparaît. Les quelques traces de dessin à l'encre ou de crayon sur les peintures les plus abimées sont des tentatives de restauration effectuées au début du XVe ou au cours du XVIIe siècle. Aucune étude scientifique n'ayant été effectuée sur le manuscrit en laboratoire, rien ne permet de connaître les techniques utilisées de manière plus précise.

#### Les rapports entre images et texte
Le texte a été écrit de manière à ménager la place à une illustration : de manière générale, chaque livre ou chant commence par une grande miniature en pleine page située sur un recto, auquel succède un verso laissé blanc, puis le recto suivant avec les trois premières lignes écrites en rouge (une seule ligne pour les Géorgiques) sous lesquelles se trouve la première illustration. Ensuite, les miniatures sont placées en fonction du texte qu'elles illustrent.
Dans le texte de l'Énéide, ces miniatures sont généralement situées juste au-dessus du texte concerné, et de manière plus rare, parfois juste en dessous. À plusieurs reprises, comme au début du chant VII, les miniatures se succèdent à un rythme rapide, au bout de quelques lignes de texte. Cette densité d'illustrations et leur lien étroit avec le texte proviennent sans doute du modèle ayant inspiré le copiste ou le superviseur du manuscrit, probablement un rouleau de papyrus illustré. Ces derniers contenaient de nombreuses petites illustrations généralement à peine ébauchées sans cadre et suivant de très près le récit. Selon Wright, le copiste a sans doute copié le texte depuis l'un de ces rouleaux ou du moins ménagé les espaces pour les illustrations en fonction des images repérées dans un tel papyrus. À différents endroits, où les miniatures sont moins denses, il a vraisemblablement décidé de ne pas retenir certaines illustrations. Pour le texte des Géorgiques, le lien avec les miniatures est plus lâche. Selon Wright, cela peut s'expliquer par le fait que le copiste s'est sans doute inspiré ici de plusieurs modèles, et qu'il ne pouvait pas prévoir de manière aussi précise les liens entre le texte et l'image.

#### Attribution des miniatures
Le Virgile du Vatican a été produit dans un scriptorium romain, peut-être s'agit-il du même que celui d'un autre manuscrit romain subsistant de cette époque, l'Itala de Quedlinbourg. Selon David Wright, les mains de trois artistes se distinguent dans le manuscrit, même si pour Stevenson, les mains 1 et 3 pourraient être celles d'un seul et même artiste.
Le premier artiste a peint les neuf miniatures subsistantes du texte des Géorgiques (f.1-10) et il était sans doute l'auteur des miniatures du début de ce texte, disparues depuis. Son style est élégant et il s'est inspiré de plusieurs sources pour peindre les différentes images. Ses personnages sont bien proportionnés, respectant l'anatomie et leur posture est rationnelle, dans la tradition de l'art antique classique. Cependant, ses compositions sont parfois maladroites lorsqu'il juxtapose plusieurs motifs provenant de sources distinctes.

Exemples de miniatures de la première main
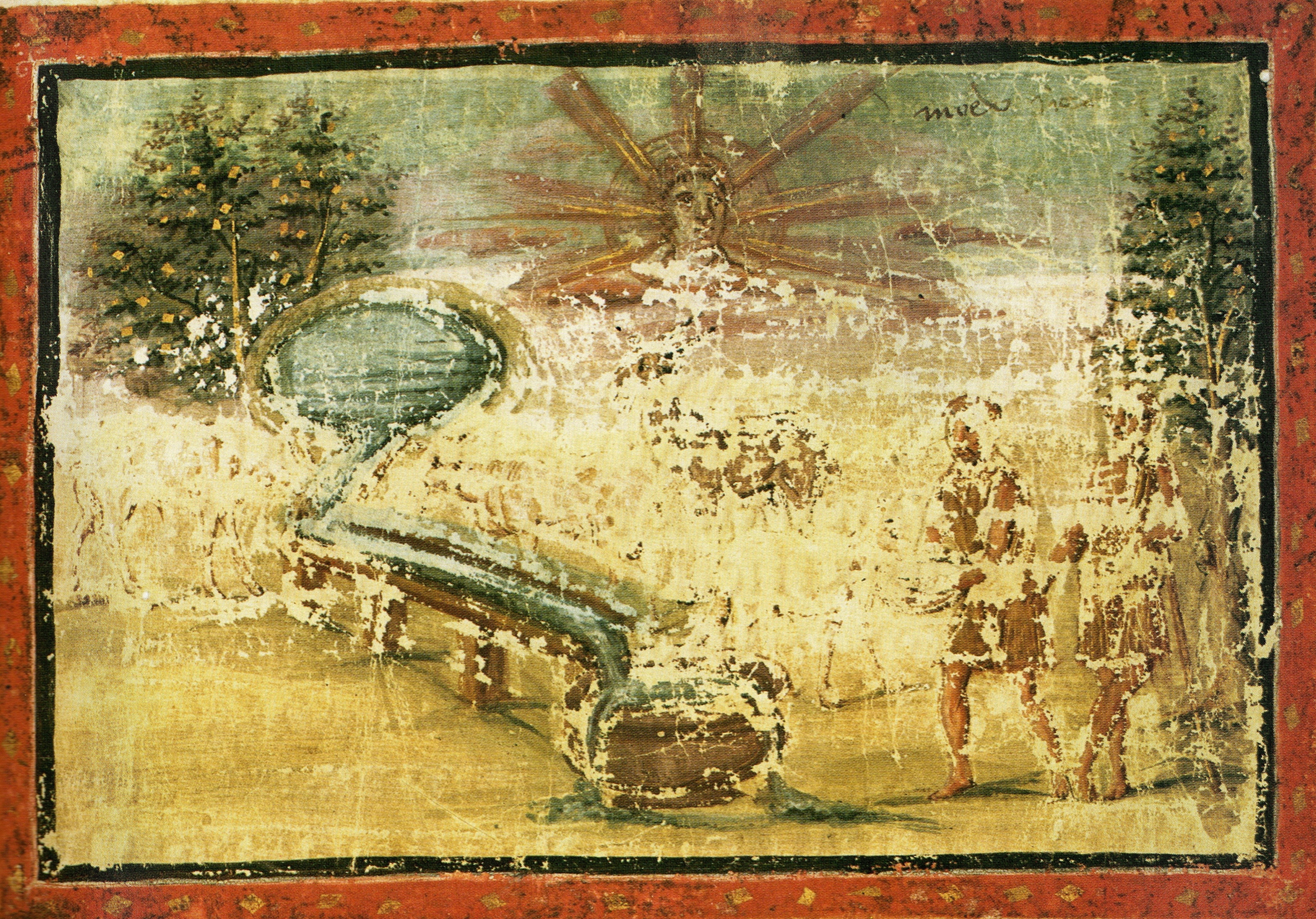
Les bergers abreuvant les troupeaux, f.6r.
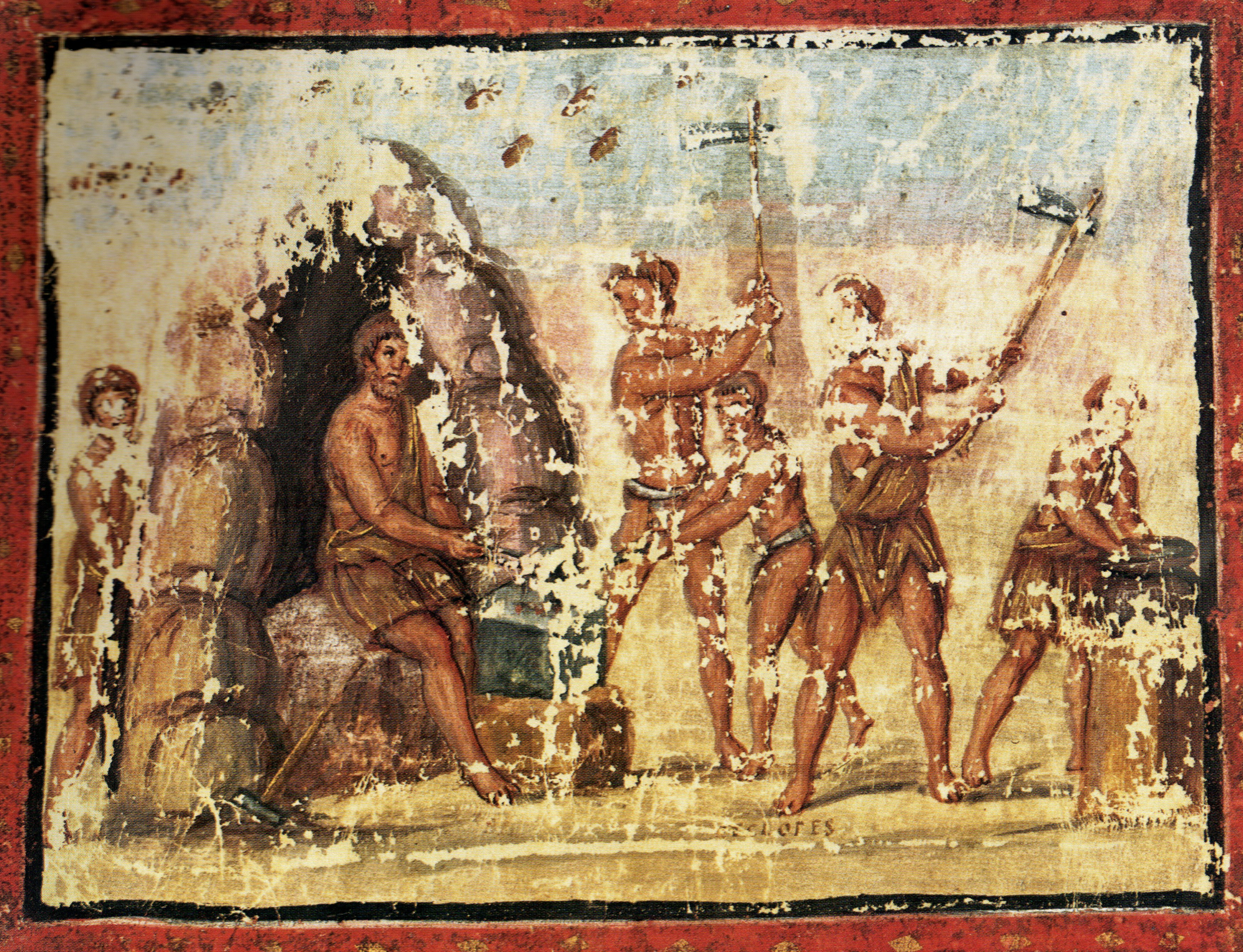
Cyclopes au travail à la forge, f.8v.
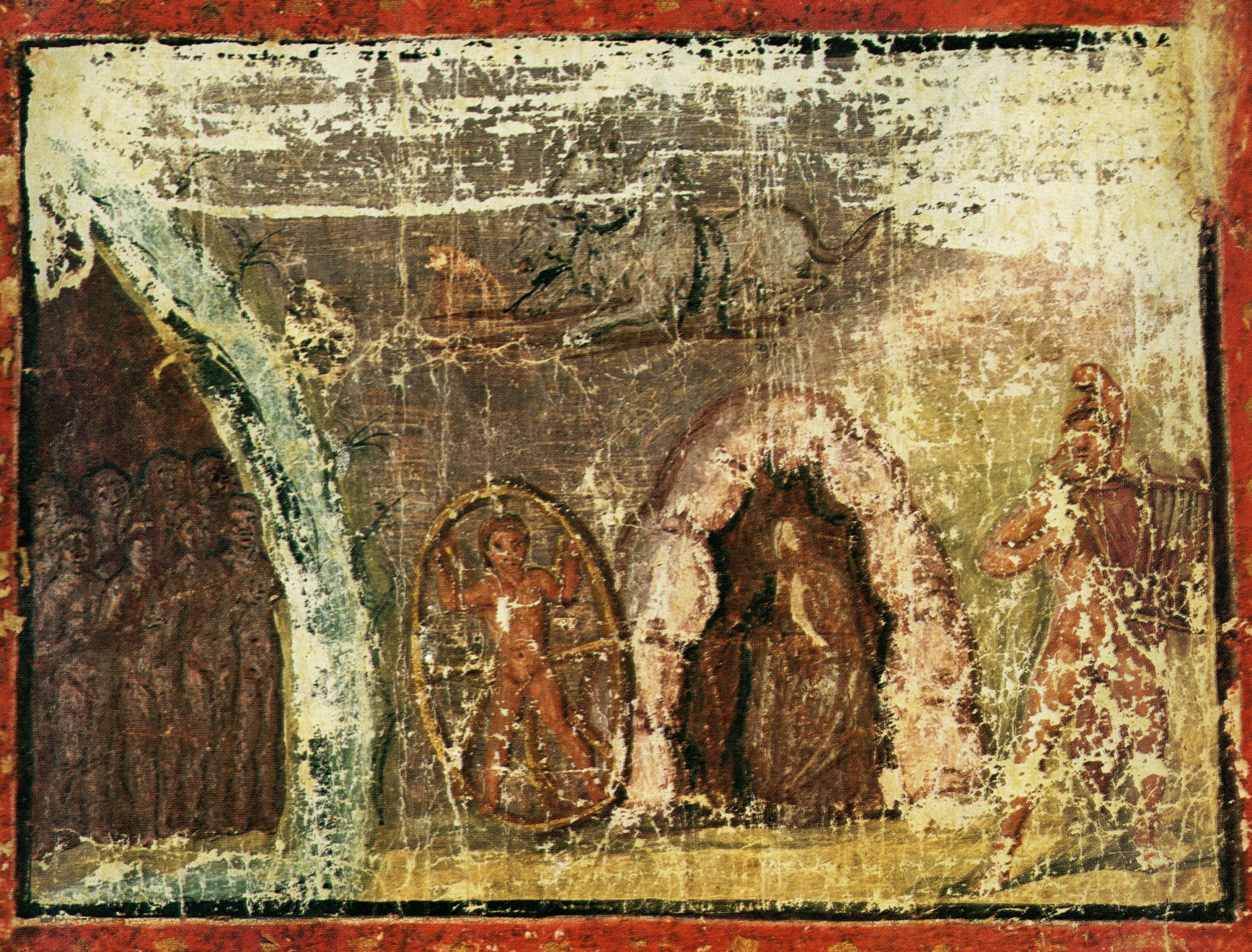
Descente d'Orphée dans les enfers, f.9r.

Le deuxième artiste est l'auteur des seize premières miniatures de l'Énéide (f.13-39). Celui-ci a travaillé plus rapidement, s'inspirant sans doute grossièrement de l'iconographie du rouleau ayant servi de modèle, se contentant parfois d'ajouter à ses peintures un cadre et un fond. Il possède une connaissance très superficielle des canons de la peinture antique classique, sauf quelques rudiments perceptibles par sa maîtrise de la couleur pour les rendus de lumière. Cependant, il a particulièrement précipité son œuvre à plusieurs reprises. Son travail cesse à la fin du chant IV, sans doute après son éviction par le commanditaire ou superviseur du livre pour cette raison.

Exemples de miniatures de la deuxième main
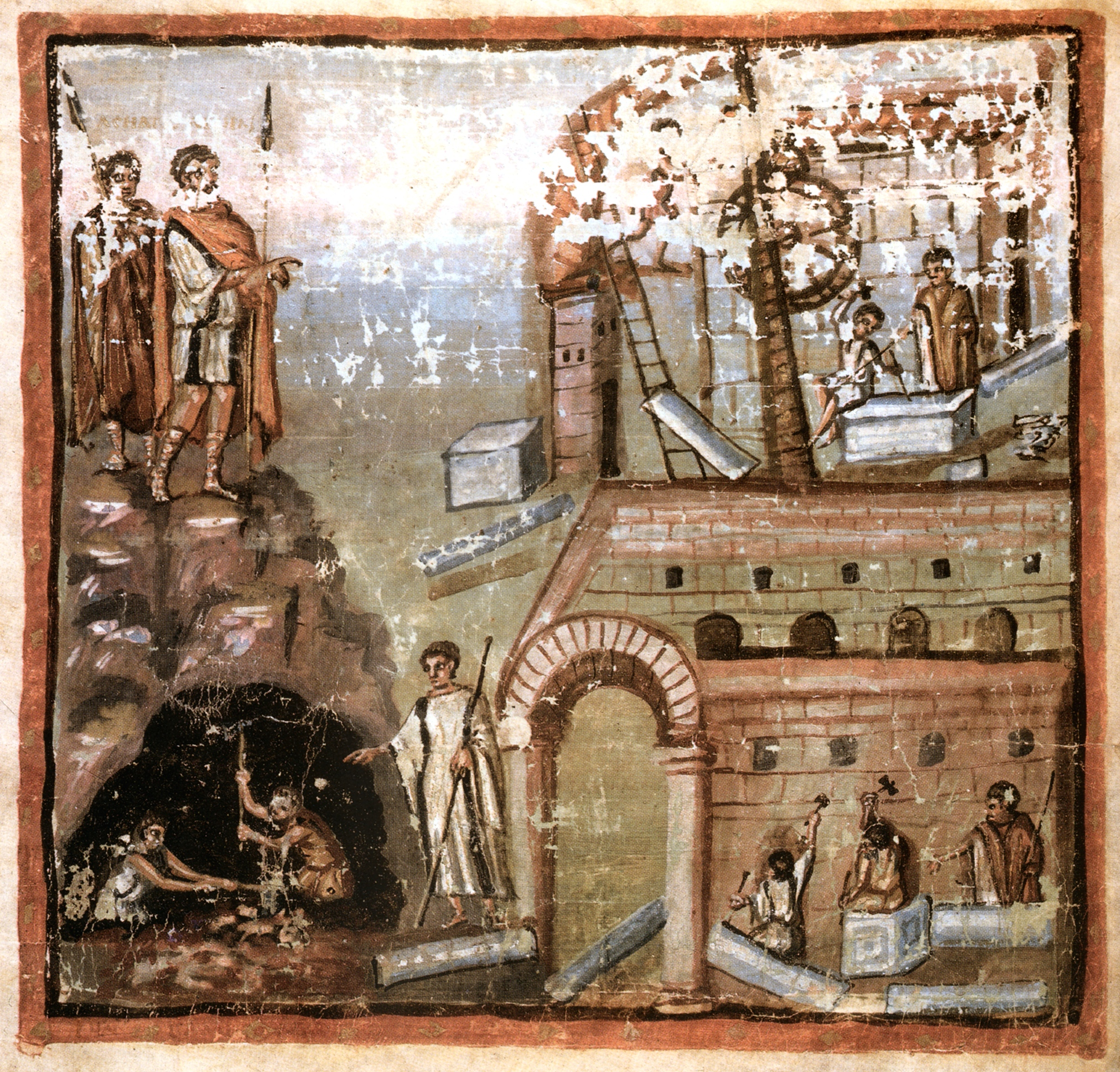
Énée et Achate aperçoivent Carthage en construction, f.13r.
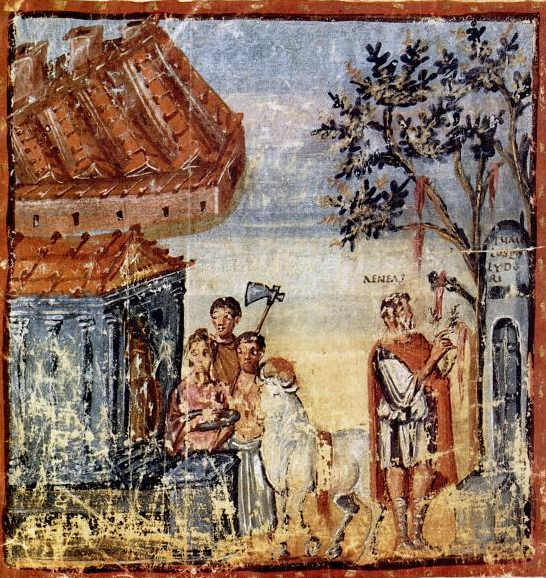
Énée à la sépulture de Polydore, f.24r.
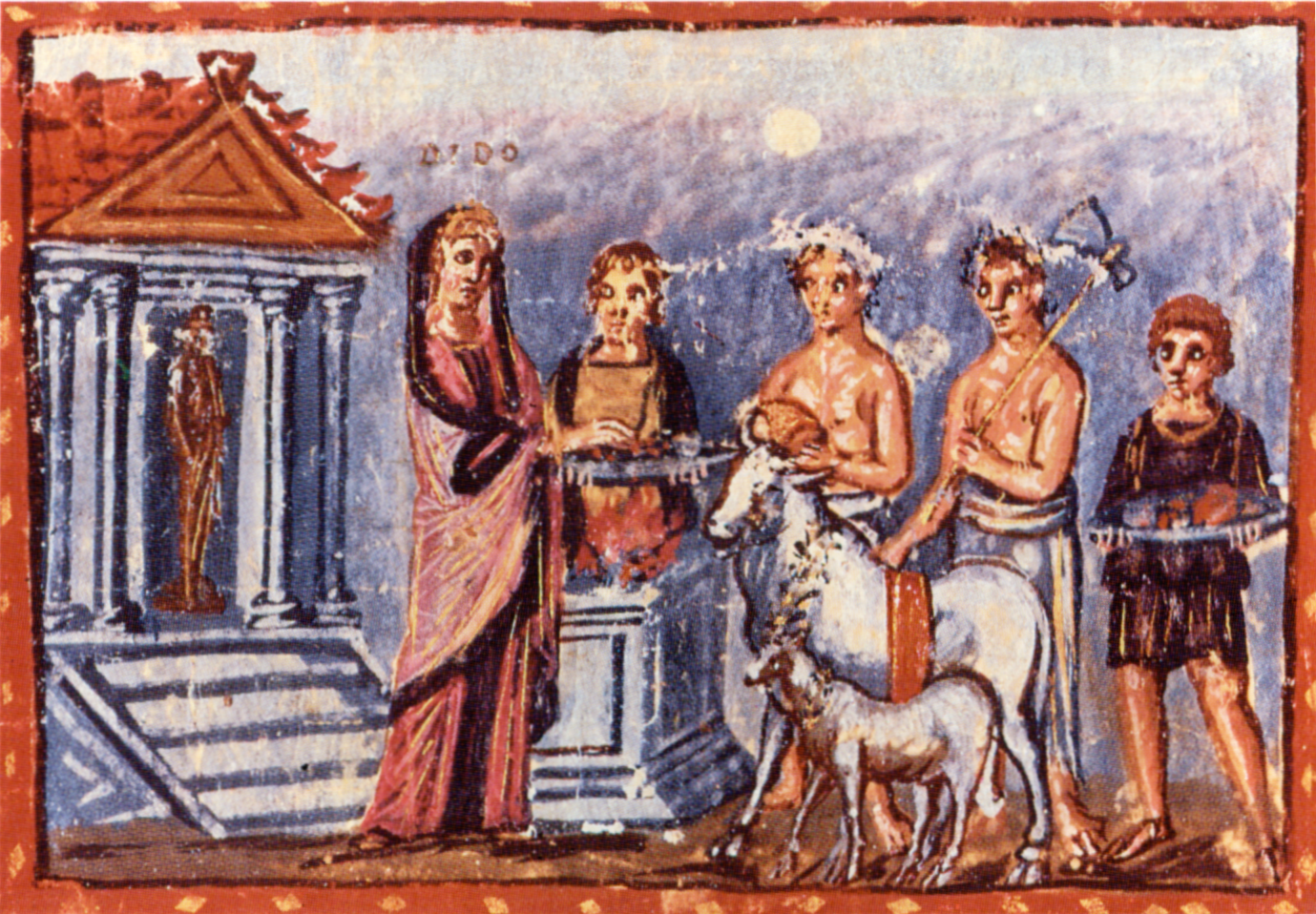
Le Sacrifice de Didon, f.33v.

Le troisième artiste est l'auteur des vingt-cinq dernières miniatures (f.40-74). Il a lui aussi repris un modèle déjà existant mais de manière beaucoup plus élaborée, avec une composition et une mise en couleur beaucoup plus détaillées, dans un style proche du premier peintre. Mais, selon Wright, il a particulièrement réussi ses représentations de paysages, notamment dans le rendu de la mer et du ciel. Il est tout aussi brillant dans l'incrustation de motifs architecturaux dans les scènes qu'il illustre. Les personnages, bien que plus schématiques et moins expressifs que ceux du premier peintre, sont particulièrement bien intégrés dans ces décors.

Exemples de miniatures de la troisième main
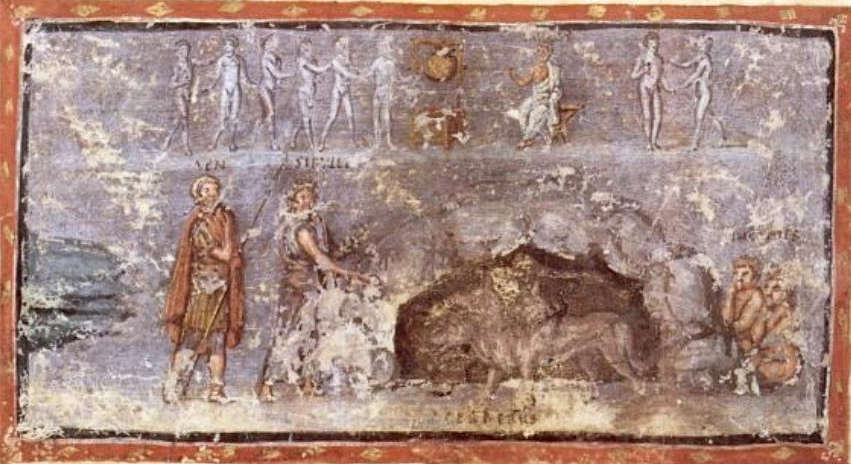
La Sibylle et Énée aux enfers avec Cerbère, f.48v.
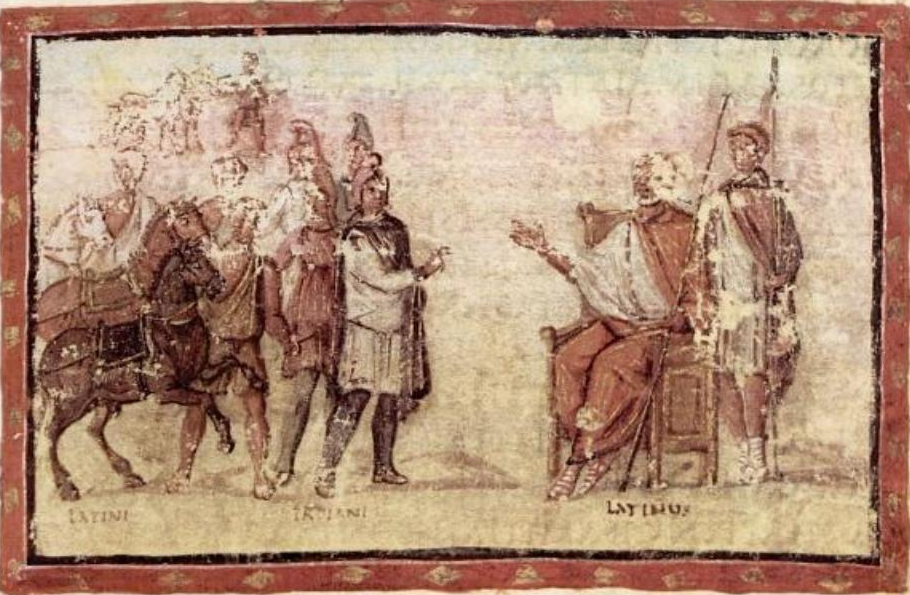
Latinus donne des chevaux aux Troyens, f.63r.
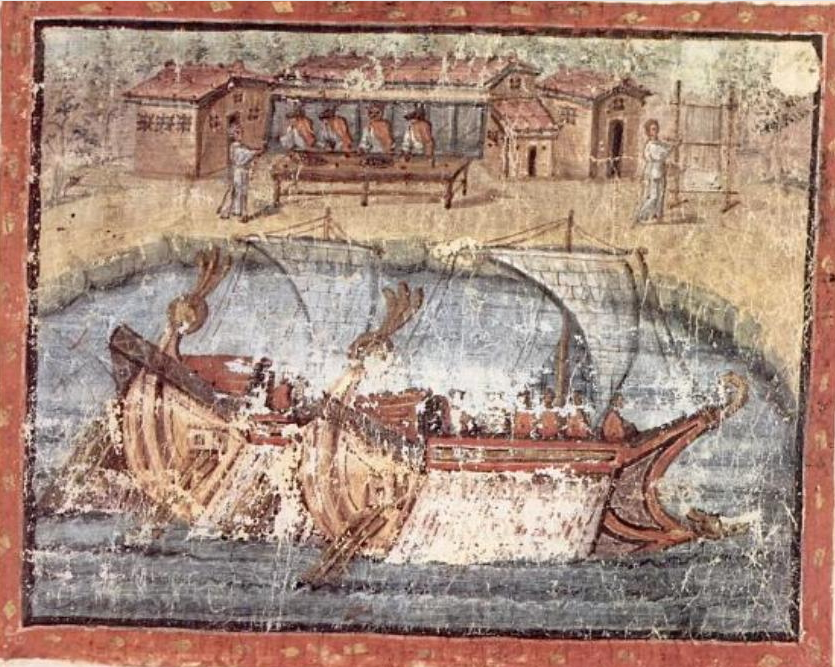
Les bateaux troyens passent devant la maison de Circé, f.58r.

### Sources d'inspiration

#### La peinture de papyrus

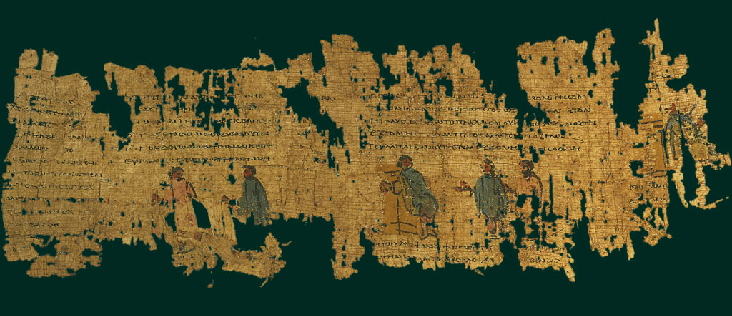
Exemple de papyrus illustré. Fragment d'un roman grec non identifié, IIe siècle.

La première source d'inspiration des miniatures du Vergilius Vaticanus est l'ensemble des illustrations du papyrus ayant servi de modèle à l'exécution du manuscrit. Les illustrations de papyrus ont, en général, la caractéristique d'être nombreuses dans un rouleau et de se succéder rapidement. Plusieurs indices semblent montrer que pour créer leurs miniatures, les peintres ont fusionné plusieurs scènes pour n'en constituer qu'une seule dans le manuscrit de l'Énéide. Ainsi, dans la miniature du folio 53, trois scènes différentes se retrouvent dans une même image : « Musée guide Énée et la Sibylle », « La réunion d'Énée et d'Anchise » et « Les âmes au bord du Léthé ». De la même façon, la miniature du folio 16 représente Énée devant Didon et en même temps le retour d'Achate vers les bateaux troyens, alors que les deux épisodes sont séparés de 47 lignes dans le texte. Dans les scènes les plus simples — telles que Le Sacrifice de Didon (f.33) — lorsque l'on fait abstraction du cadre et de la couleur de fond ajoutée, se retrouvent des illustrations typiques des papyrus de cette époque ou plus anciens.

#### L'influence de la sculpture classique
La miniature de La Mort du Laocoon (f.18) rappelle le Groupe du Laocoon décrit par Pline l'Ancien au Ier siècle et dont un exemplaire est redécouvert en 1506 à Rome. Si ce dernier a sans doute disparu avant 400 après Jésus-Christ, ce modèle iconographique continuait à circuler à l'époque de l'exécution du manuscrit comme le prouvent des médailles de bronze romaines datant de la fin du IVe siècle. Quelques éléments sont pourtant modifiés comme les gestes de Laocoon et son manteau flottant.

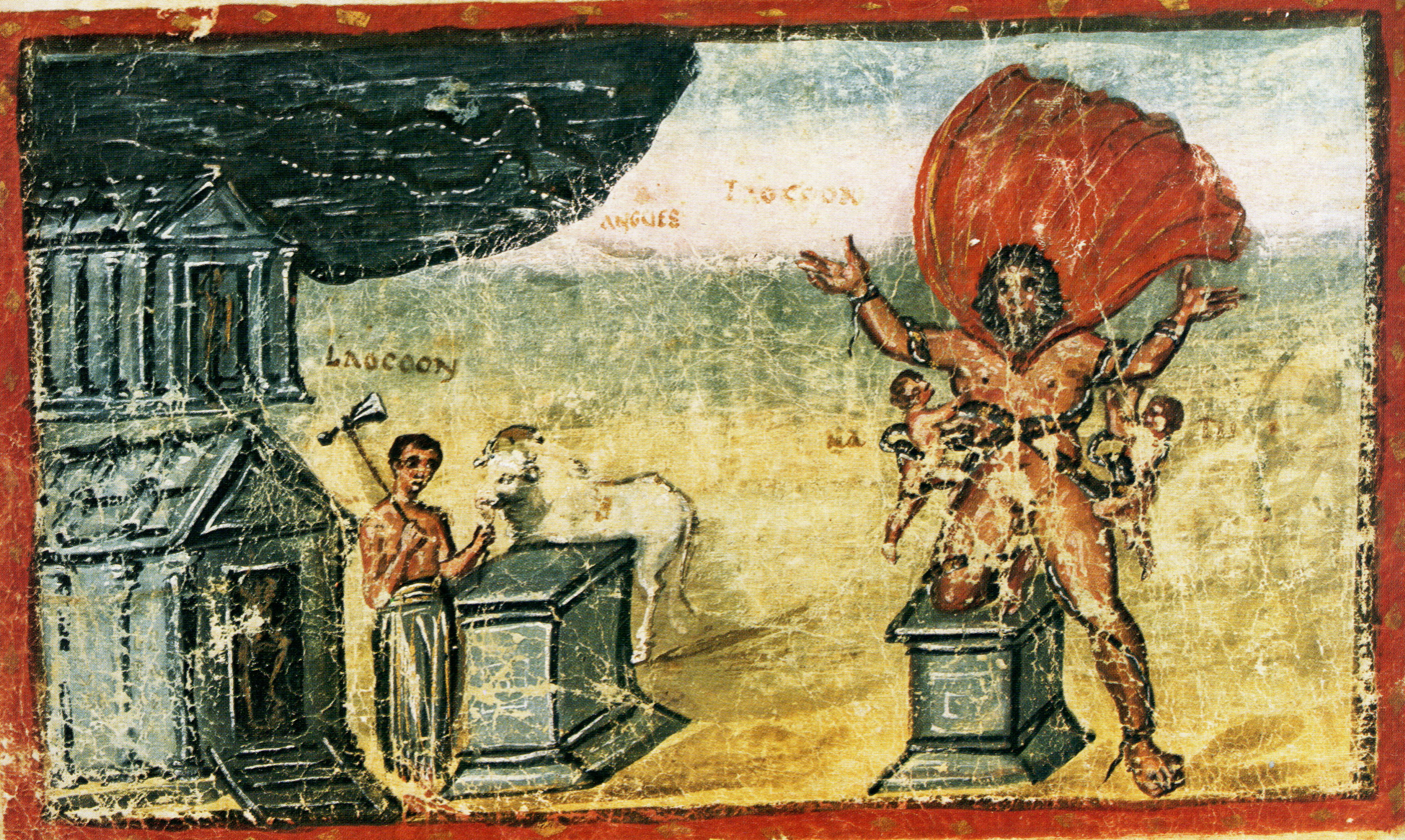
Mort du Laocoon, f.18v
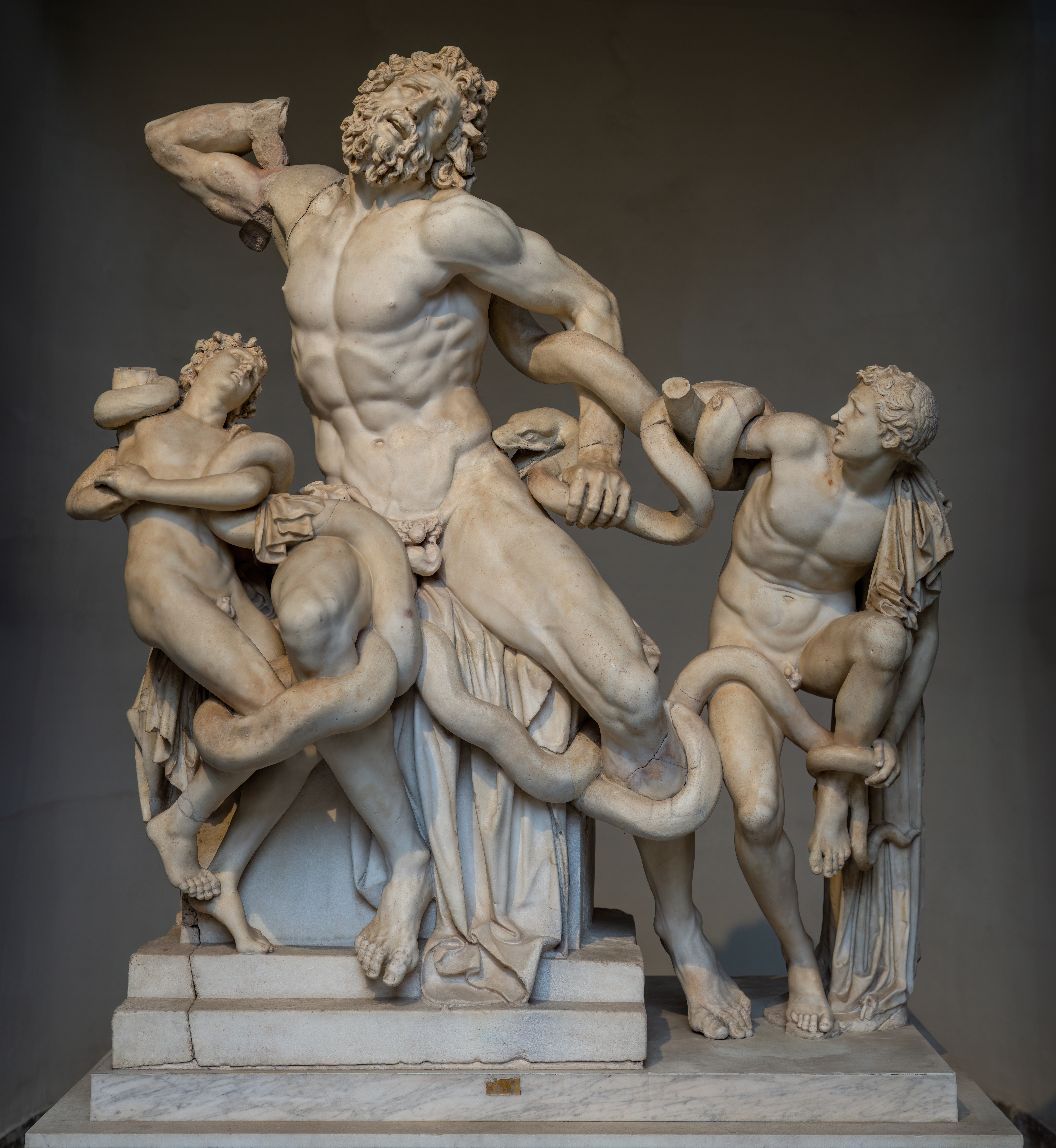
Groupe du Laocoon, musée Pio-Clementino, Vatican.
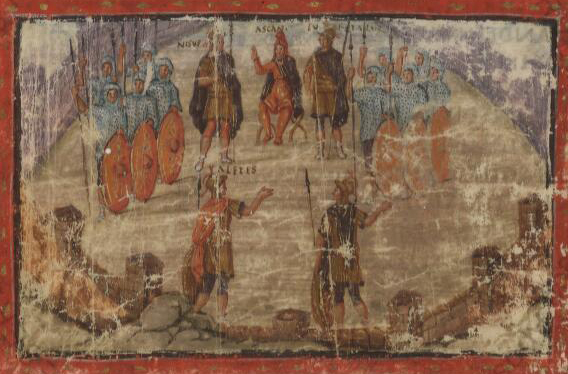
Conseil tenu dans le camp troyen, f.73
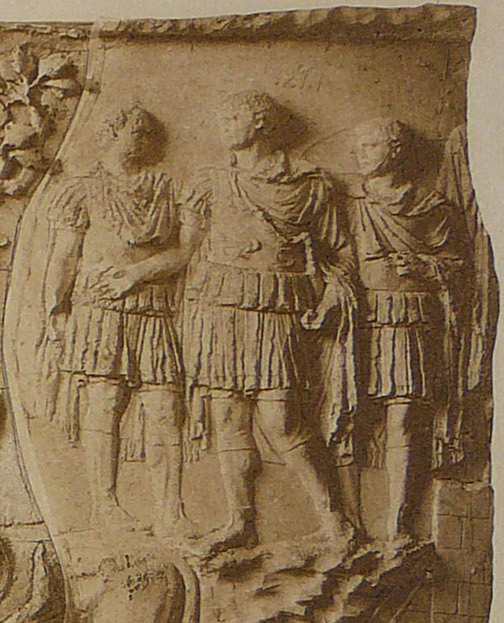
Trajan et ses officiers, détail de la colonne Trajane.

Dans certaines scènes où sont représentés des soldats (telles que le Conseil tenu dans le camp troyen, f.73), ces derniers sont habillés de costumes identiques à ceux que portent Trajan et ses officiers sur la colonne du même nom. Énée pour sa part porte un costume similaire à celui de Marc Aurèle sur sa colonne, toujours à Rome. Ces similarités indiquent que le Vergilius Vaticanus est tiré de modèles qui pourraient avoir été développés à cette même époque du IIe siècle.

## Postérité du manuscrit

### Influence et copies au Moyen Âge

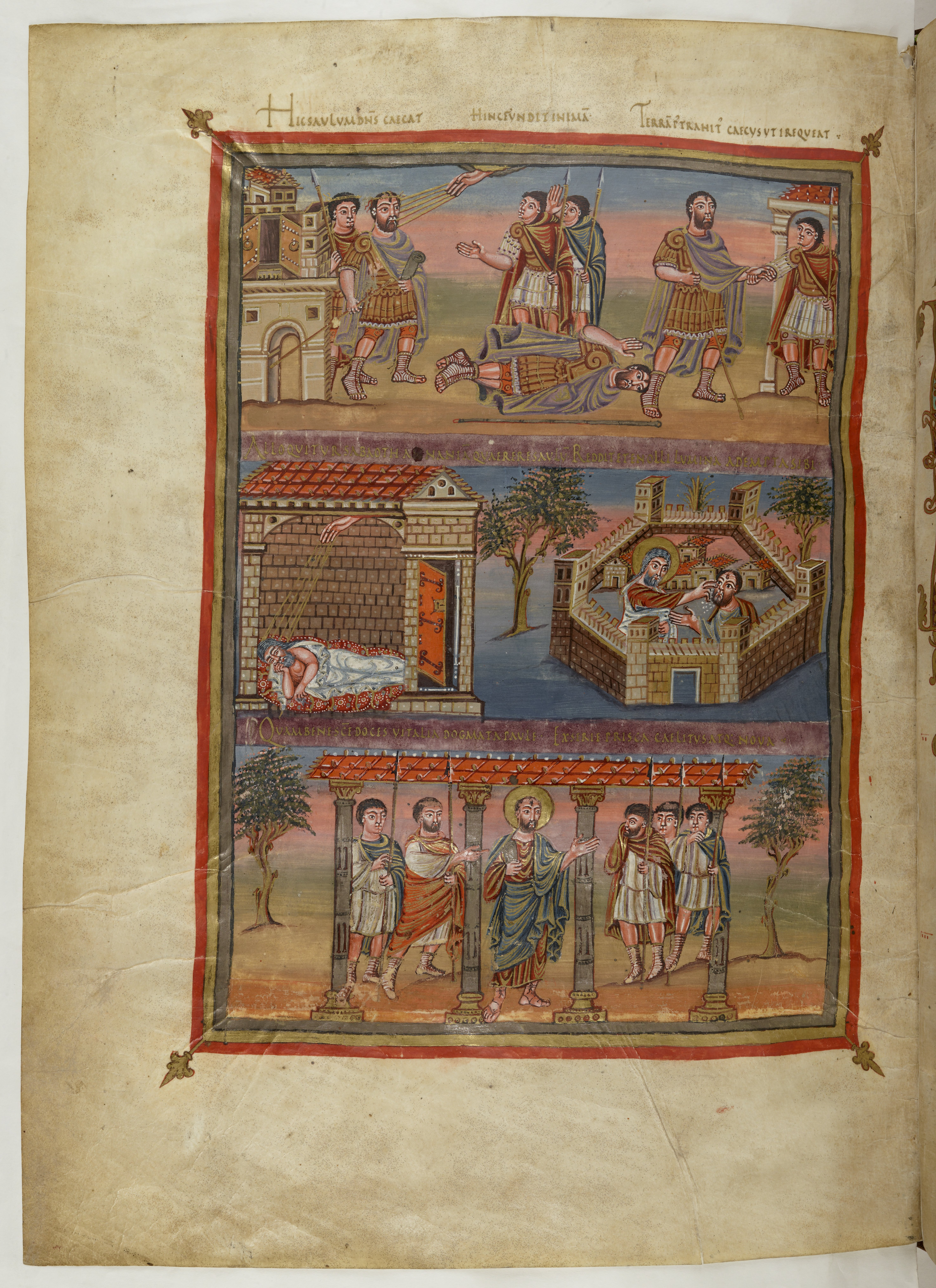
La conversion, la guérison et la prédication de saint Paul, miniature extraite de la Première Bible de Charles le Chauve, f.386v.

La Renaissance carolingienne s'inspire des livres antiques encore conservés à l'époque et notamment de l'enluminure romaine pour la décoration des livres. C'est le cas du Vergilius Vaticanus, alors qu'il est conservé à l'abbaye Saint-Martin de Tours. Un artiste de ce scriptorium a décalqué à l'aide d'un style la miniature représentant La Sibylle conduit Énée et Achates au temple d'Apollon (f.45) et a recopié les personnages d'Énée et Achates pour représenter deux juifs écoutant le prêche de saint Paul dans la miniature du folio 386 verso de la Première Bible de Charles le Chauve. Même si les personnages n'ont aucun lien et les manuscrits aucun rapport de contenu, le motif a semblé suffisamment important à l'artiste carolingien pour justifier cette copie. Le manuscrit antique a sans doute directement contribué à la formation du style original et accompli développé par l'atelier de Tours.

### Influence et copies à la Renaissance
Au cours de la Renaissance italienne, le manuscrit a influencé directement plusieurs artistes de l'entourage de Raphaël. Ce dernier a réalisé vers 1515 un dessin intitulé Il Morbetto, dont on ne connaît qu'une copie conservée au musée des Offices ainsi qu'une gravure de Marcantonio Raimondi. Le dessin est directement inspiré de deux miniatures du Vergilius Vaticanus : celle du folio 28r du Vergilius est reconnaissable dans l'apparition des deux pénates à Énée en haut à gauche, ainsi que les animaux morts situés devant à gauche. De la même façon, Marco Dente, qui a travaillé dans le cercle de Raphaël, a gravé à la même époque un dessin du Laocoon inspiré lui aussi de la miniature du manuscrit. Les gestes de Laocoon sont les mêmes que ceux de la miniature et s'y retrouvent les mêmes détails du paysage tels que les deux temples et le serpent traversant la mer. Enfin, un antiquaire de l'entourage de Raphaël, Fabio Calvo, édite en 1527 un ouvrage intitulé Antiquae Urbis Romae cum regionibus simulacrum. Il s'agit de gravures sur bois représentant les monuments de la Rome ancienne organisés selon leur localisation sous la forme de diagrammes schématiques. Pour obtenir une représentation réaliste des bâtiments de la ville antique, le dessinateur s'est inspiré de détails des miniatures du manuscrit.

Œuvres inspirées de détails du Vergilius Vaticanus
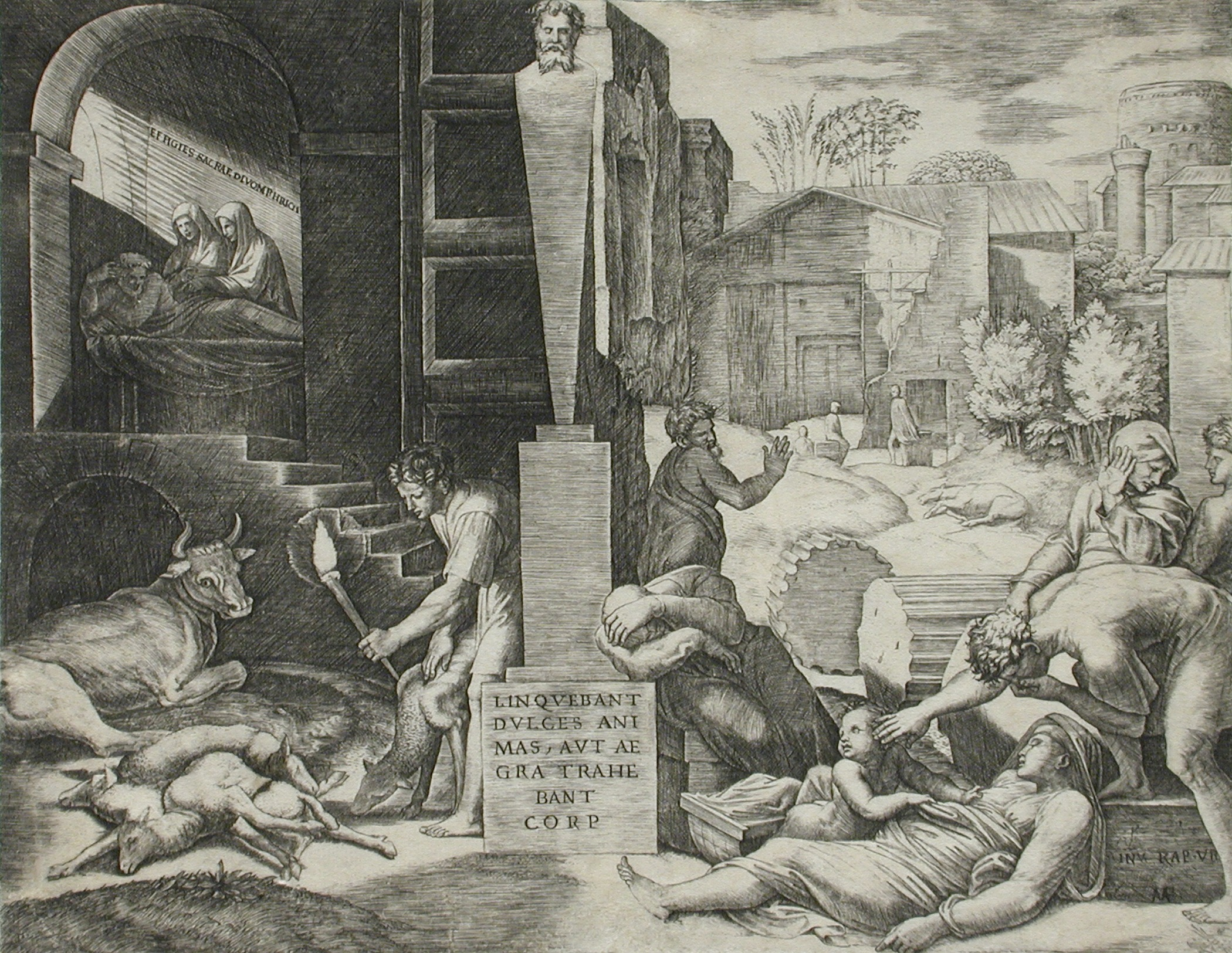
Il Morbetto, estampe de Marcantonio Raimondi.
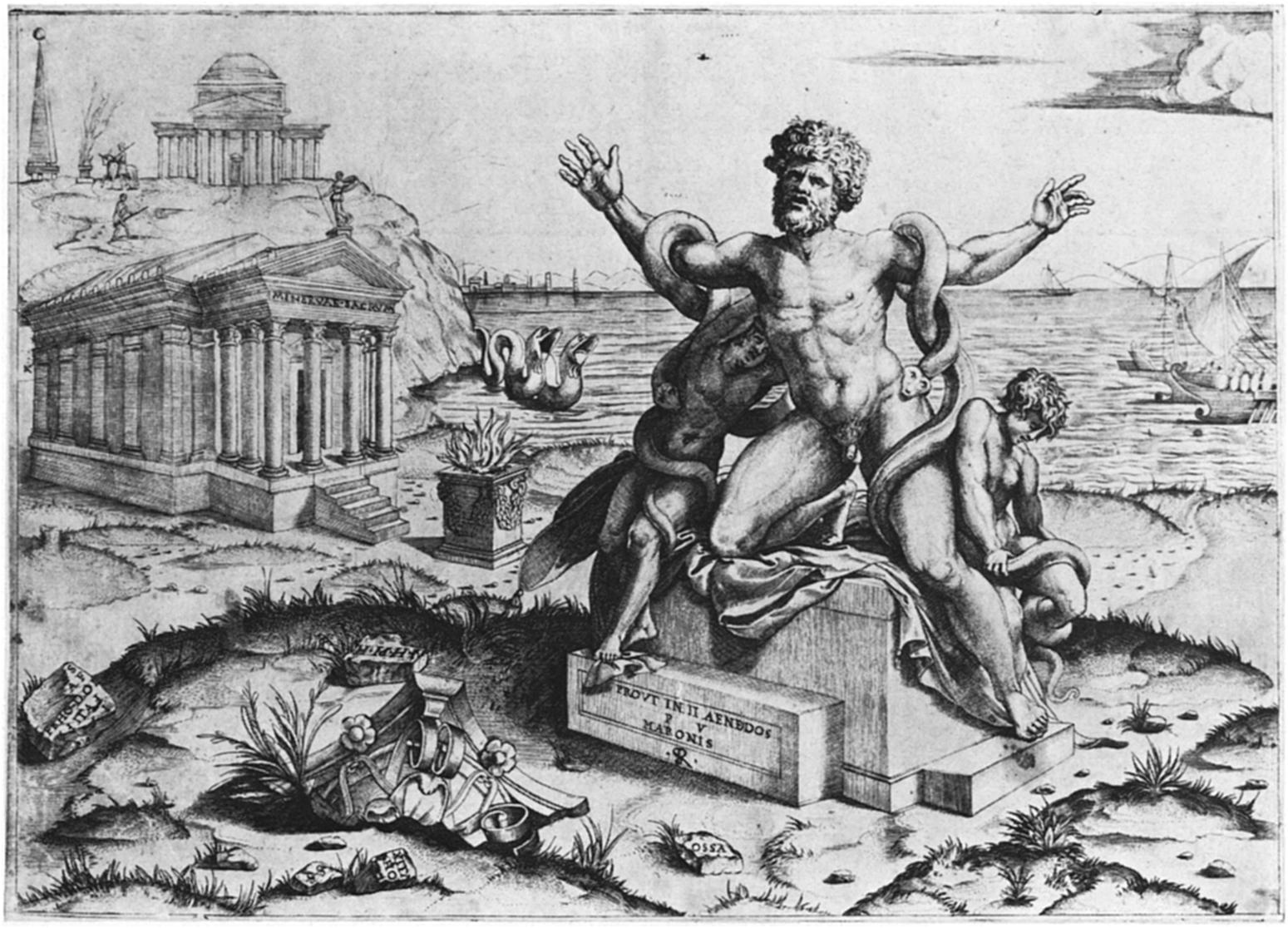
La Mort du Laocoon, estampe de Marco Dente.
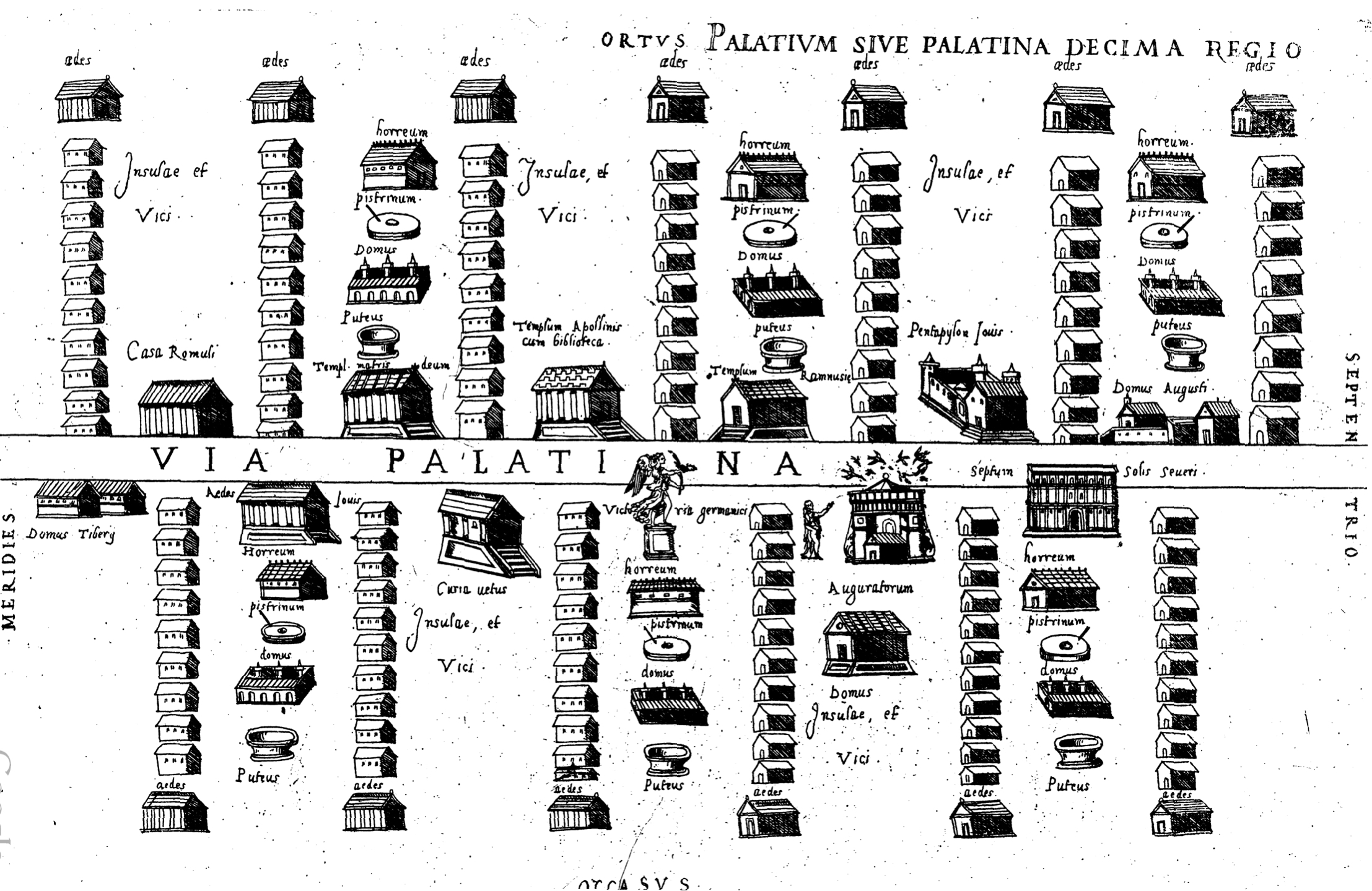
La Via Palatina dans le Antiquae Urbis Romae cum regionibus simulacrum.

Une autre gravure réalisée à Rome en 1520 est une copie presque exacte de la miniature du folio 6 recto, représentant l'abreuvement des troupeaux. Seule la disposition du soleil a été changée. Il s'agit peut-être du dernier vestige d'une série de gravures illustrant un manuscrit des Géorgiques ou souhaitant reproduire les miniatures du manuscrit. De la même époque subsiste un carnet de dessins reproduisant justement les 50 miniatures du Vergilius Vaticanus. Aujourd'hui conservé à la bibliothèque de l'université de Princeton (Ms.104), il s'agit de copies très fidèles de chaque scène et seules les miniatures lacunaires ont été complétées, mais de manière très sobre.

Copies d'une miniature du Virgile du Vatican
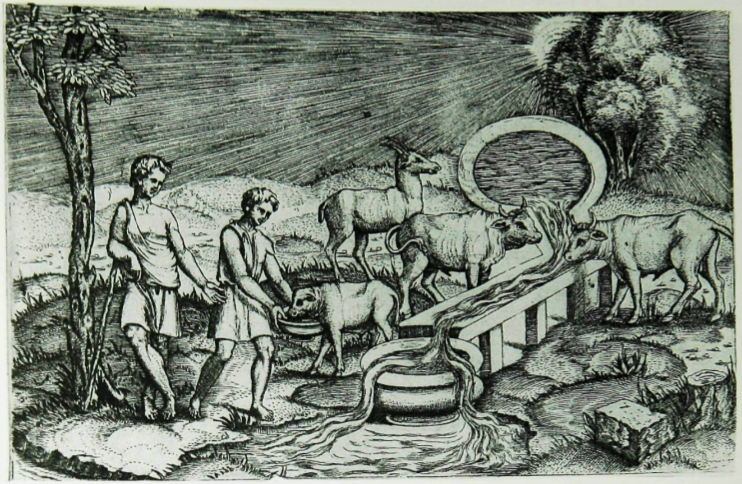
Les Bergers abreuvant les troupeaux, gravure anonyme, vers 1520.
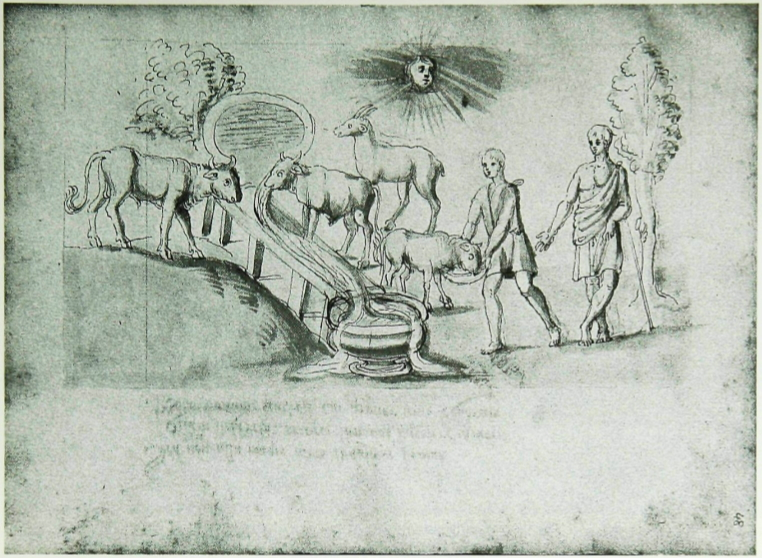
Les Bergers abreuvant les troupeaux, dessin, université de Princeton, Ms.104, f.48.

### Reproductions et études auxXVIIeetXVIIIesiècles

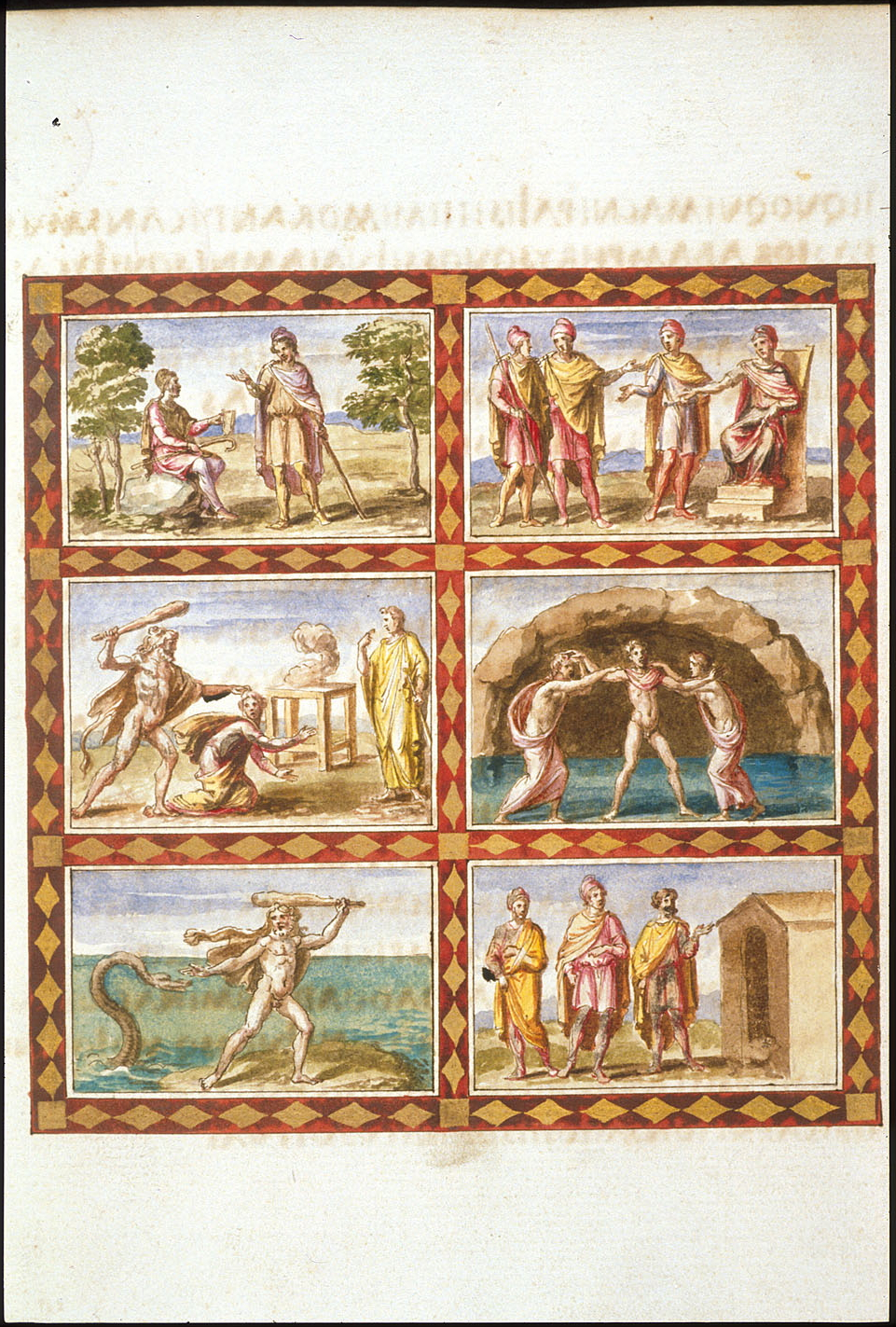
Page du fac-similé de la British Library, Lansdowne Ms.834, 1677.

Quelques collectionneurs se sont intéressés au manuscrit alors conservé au Vatican. Cassiano dal Pozzo fait faire une reproduction des miniatures vers 1632 pour son « musée de papier » (Museo Cartaceo) par Pierre de Cortone et ses élèves. Le cardinal Camillo Massimi fait lui aussi réaliser des copies vers 1641-1642. La British Library conserve encore un fac-similé du manuscrit (Lansdowne Ms.834) réalisé pour Massimi mais laissé inachevé à sa mort en 1677. Il contient une copie exacte du texte accompagnée de la reproduction des miniatures à l'aquarelle exécutée sans doute par Pietro Santi Bartoli,.
Deux albums de copies des miniatures du Vergilius actuellement conservés dans la Royal Collection remontent au XVIIe siècle. Acquis par George III en 1762 avec la collection de dessins du cardinal Alessandro Albani, ils sont rognés et reliés dans le désordre vers 1790. Longtemps vus comme des copies provenant des estampes commandées par Cassiano dal Pozzo, ils proviennent plus sûrement des copies réalisées pour Massimi. Bartoli a également fait publier en 1677 une série de gravures tirées des miniatures du Vergilius Vaticanus ainsi que de six du Vergilius Romanus.
En 1741, Giovanni Gaetano Bottari, garde de la Bibliothèque vaticane, entreprend la publication d'une étude des manuscrits de Virgile de la bibliothèque. Il publie alors plusieurs reproductions des miniatures du Vergilius Vaticanus à partir des gravures de Bartoli. L'antiquaire français Jean Baptiste Louis Georges Seroux d'Agincourt, installé à Rome en 1779, fait faire pour sa part de nouvelles copies gravées très détaillées de quinze des miniatures pour l'illustration de son ouvrage Histoire de l'Art par les Monumens, depuis sa décadence au IVe siècle jusqu'à son renouvellement au XVIe, qui n'est publié qu'après sa mort, en 1823.

### Études et reproductions contemporaines du manuscrit

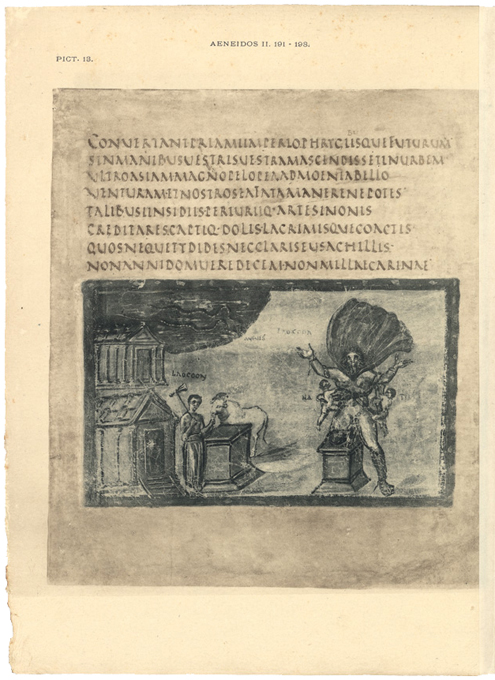
Page du fac-similé photographique de 1899.

En 1859, le philologue allemand Otto Ribbeck (de) publie la première grande étude critique des textes de Virgile, grâce à sa recherche menée directement à partir des plus anciens manuscrits connus du poète dont le Vergilius Vaticanus. Il faut attendre 1884 pour voir un article signé Pierre de Nolhac, alors étudiant à l'École française de Rome, consacré spécifiquement au manuscrit et les premières reproductions photographiques en noir et blanc des miniatures. Il publie en 1897 la première monographie consacrée au manuscrit. Un fac-similé reproduisant les illustrations dans leur intégralité paraît en 1899 : il s'agit du premier fac-similé d'un manuscrit de la Bibliothèque vaticane. Le premier fac-similé intégral en couleur est publié en 1980,.